# Guerra de Vietnam
La guerra de Vietnam (en inglés: Vietnam War; en vietnamita: Chiến tranh Việt Nam), llamada también Segunda Guerra de Indochina, y conocida en Vietnam como Guerra de Resistencia contra Estados Unidos (en inglés Resistance War Against America, en vietnamita Kháng chiến chống Mỹ) fue un conflicto bélico librado entre 1955 y 1975 para reunificar Vietnam. Esta guerra enfrentó al gobierno comunista de Vietnam del Norte y sus aliados en Vietnam del Sur (conocidos como el Viet Cong), respaldados por China y la Unión Soviética, contra el gobierno de Vietnam del Sur, su principal aliado Estados Unidos y otras naciones aliadas. Se calcula que murieron entre 966 000 y 3 010 000 vietnamitas. Estados Unidos contabilizó 58 159 bajas y más de 1700 desaparecidos, en su contienda más larga hasta la guerra de Afganistán. Fue uno de los eventos más importantes de la Guerra Fría.
El conflicto surgió a partir de la primera guerra de Indochina (1946-1954), en la que las tropas coloniales francesas combatieron contra el Viet Minh liderado por los comunistas en la Indochina francesa. La mayor parte de la financiación del esfuerzo de guerra francés fue proporcionado por los Estados Unidos. Después de que los franceses abandonaran Indochina tras ser derrotados en 1954, en la Conferencia de Ginebra se decidió dejar la colonia asiática, la separación de Vietnam en dos estados soberanos (Vietnam del Norte y Vietnam del Sur) y la celebración de un referéndum un año después donde los vietnamitas decidirían su reunificación o su separación definitiva. Pero los dirigentes del Sur optaron por dar un golpe de Estado y no celebrar este referéndum para evitar que ganara la reunificación. Por este motivo Vietnam del Norte comenzó las infiltraciones de soldados en apoyo del Vietcong para anexionarse a Vietnam del Sur. Entonces Estados Unidos, en virtud de la Doctrina Truman y la Teoría del dominó (contener la expansión del comunismo), envió recursos y, a partir de 1964, tropas a Vietnam del Sur para evitar la conquista por el norte comunista, dando lugar a este conflicto.
Tras el incidente del Golfo de Tonkín en 1964, el Congreso de los Estados Unidos aprobó una resolución que dio al presidente Lyndon B. Johnson autoridad para aumentar la presencia militar sin una declaración de guerra. Johnson lanzó una campaña de bombardeos al norte y comenzó a enviar tropas de combate, aumentando drásticamente el despliegue a 184.000 soldados a finales de 1965, y a 536.000 a finales de 1968. Las fuerzas estadounidenses se basaron en la supremacía aérea y una potencia de fuego abrumadora para realizar operaciones de búsqueda y destrucción en áreas rurales. En 1968, Vietnam del Norte lanzó la Ofensiva del Tet, que fue una derrota táctica pero convenció a muchos en los EE. UU. de que la guerra no se podía ganar. El Ejército de Vietnam del Norte comenzó a participar en una guerra más convencional. El sucesor de Johnson, Richard Nixon, comenzó una política de "vietnamización" a partir de 1969, que consistió en dar más armas a los vietnamitas del sur mientras que las fuerzas estadounidenses se retiraban. En 1970, un golpe de Estado en Camboya dio lugar a una invasión de Vietnam del Norte y a una contrainvasión de Estados Unidos y Vietnam del Sur, lo que intensificó la guerra civil. En 1972, la mayoría de las tropas estadounidenses se habían retirado de Vietnam y, en 1973, los Acuerdos de paz de París hicieron que el resto se marchara. Los acuerdos se rompieron casi de inmediato y los combates continuaron hasta la Ofensiva de primavera de 1975 y la caída de Saigón ante Vietnam del Norte, lo que marcó el fin de la guerra. Vietnam del Norte y Vietnam del Sur se reunificaron administrativa y oficialmente en 1976 como la actual República Socialista de Vietnam. En los EE. UU. la guerra dio lugar al síndrome de Vietnam, una aversión pública a la participación militar estadounidense en el extranjero, que junto con el escándalo Watergate contribuyó a la crisis de confianza que afectó a Estados Unidos durante la década de 1970.
Las tres primeras etapas del conflicto se distinguieron por transcurrir sin la formación de las tradicionales líneas de frente, donde proliferaron acciones terroristas y la guerra de guerrillas, frente a las misiones de «búsqueda y destrucción», el uso de bombardeos masivos y el empleo extensivo de armas químicas, entre ellas el napalm, por parte de los Estados Unidos. La última fase fue una guerra convencional, pero el fin de la contienda solo resultó ser una pausa en los enfrentamientos de Indochina. Después se producirían las invasiones temporales de Camboya y Laos por Vietnam y de esta por China.

## Antecedentes del conflicto
La historia de Vietnam comenzó en el siglo XII, con un grupo de pueblos desplazados desde el sur de China por la invasión mongol y que colonizaron la cuenca baja del río Rojo. En el acuerdo de paz firmado por el rey vietnamita Trần Nhân Tông en 1257, Vietnam accedió a pagar tributos a China para evitar más enfrentamientos. En esos 700 años de historia como pueblo, Vietnam fue alternando su posición de reino invadido por otros pueblos, sobre todo mongoles y chinos, a la de invasor de sus vecinos; pues siempre mostró interés en anexionar Laos y Camboya, cuando no toda la península de Indochina. Este período de independencia y expansión del reino concluyó a finales del siglo XIX cuando el país fue invadido por los europeos, sobre todo Francia y España.
La Segunda Guerra Mundial pareció enseñar dos lecciones. Por una parte, que los europeos en general y los franceses en particular distaban mucho de ser invencibles. Por otra, que tratar de apaciguar al agresor solo le hace más agresivo, como se vio tras la Conferencia de Múnich. La primera lección contribuyó a espolear los levantamientos en Asia y África contra Francia, los Países Bajos, Portugal o el Reino Unido. La segunda, a una visión del comunismo como nuevo poder agresor, algo apoyado en teorías como la defendida tanto por Estados Unidos como por la URSS que postulaban una inevitable implantación del comunismo en todo el mundo, por la fuerza según los primeros y por las ventajas de su sistema según los segundos.
Para responder a los independentistas, los gobiernos europeos enviaron a lo mejor de sus ejércitos contra los movimientos de liberación en Indochina, Indonesia, Guinea o la India. Sin embargo, el cambio en la percepción de los occidentales y el agotamiento provocado por la Segunda Guerra Mundial hacía muy difícil volver a la situación anterior. Como contestación a esta real o supuesta expansión del comunismo, en la década de 1940, Harry S. Truman ayudó a la monarquía griega a ganar su guerra civil contra las milicias del Partido Comunista de Grecia (KKE). También parecía obtener éxitos en Malasia, Indonesia o Filipinas, naciones con posibilidad de cambiar de aliados. No tuvo suerte con la China de Mao, que sí adoptó el régimen comunista. La guerra de Corea, ante la invasión de Corea del Norte, pareció dar un respiro, pero historiadores como John Gaddis (2008) lo consideran una derrota en la práctica. Sí lo fueron para la Casa Blanca el paso de Vietnam del Norte, Birmania y Cuba a la esfera comunista, sin mencionar todas las naciones europeas bajo la ocupación soviética. Estados Unidos temía quedar rodeado por una constelación comunista de la que Vietnam del Sur sería una pieza más y el desencadenante de una sucesión de pérdidas en toda la península con la consiguiente pérdida de prestigio internacional (la así llamada «teoría del dominó»). En opinión de los distintos gobiernos estadounidenses, si la URSS no veía una oposición decidida, podrían repetirse las consecuencias de Múnich y revivir las acciones expansionistas del régimen nacional-comunista. En la década de 1950, Dwight D. Eisenhower profundizó en la doctrina Truman con apoyo económico a militares golpistas de dictaduras como Filipinas, Singapur o Corea; además apostó por la carrera espacial contra la Unión Soviética para conseguir que Indonesia y otros países de la región no cambiaran de bando.
Según John Gaddis (2008), los gobernantes de la URSS se veían amenazados por los occidentales. Estadounidenses y europeos habían apoyado al Ejército Blanco en su guerra civil. Habían confiado en Alemania y los invadió. Con el final de la Segunda Guerra Mundial veían cómo su territorio era rodeado por bases estadounidenses con armas nucleares en Alemania occidental, Japón, Turquía. Pero además, los posibles gobiernos que podían simpatizar con la URSS eran hostigados por occidentales, caso de Gamal Abdel Nasser en Egipto, o depuestos, como Patrice Lumumba en el Congo.

### Primera guerra de Indochina (1946-1954)

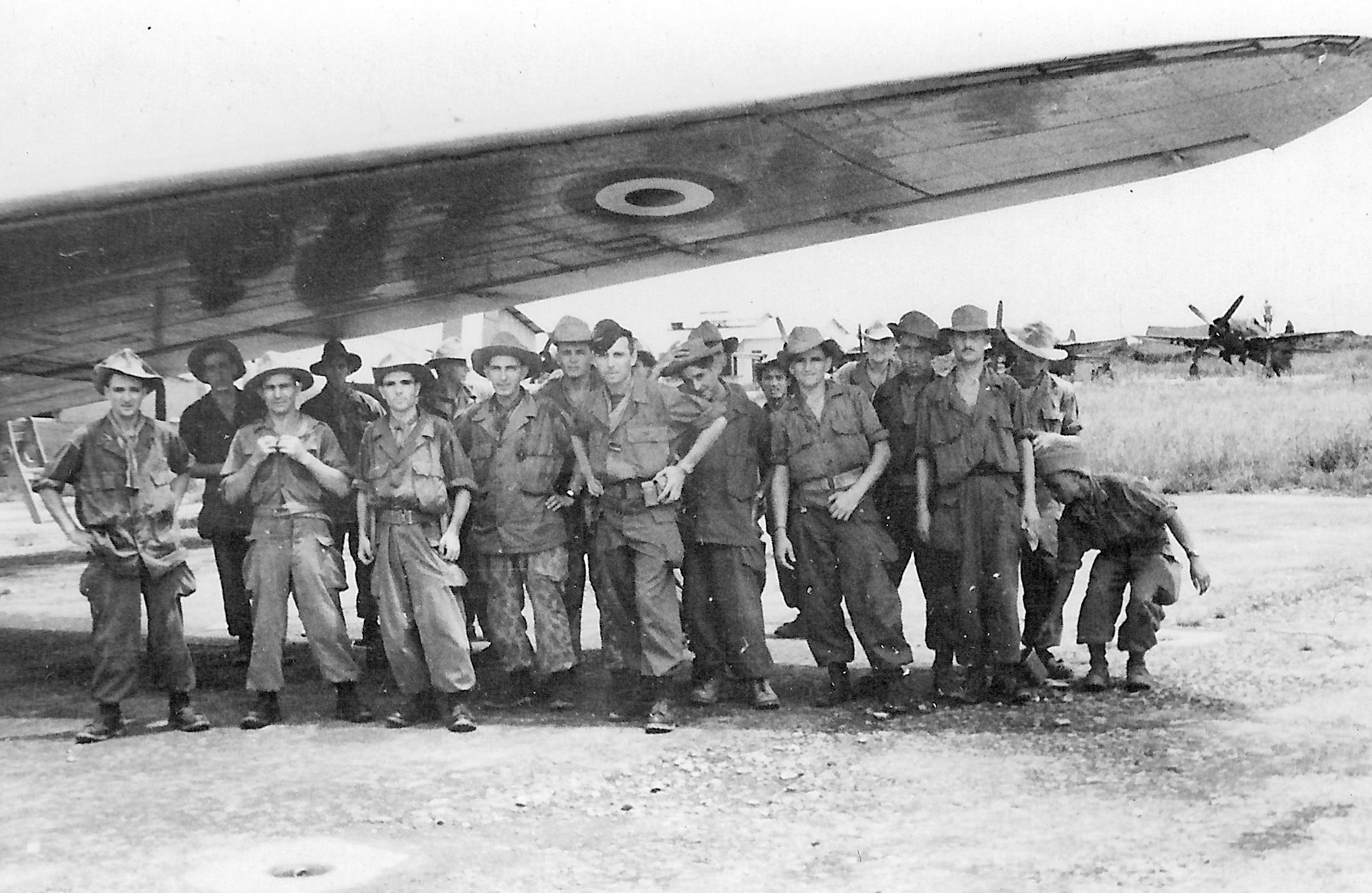
Legionarios extranjeros en la guerra de Indochina. En aquel momento ya estaban en Vietnam asesores estadounidenses.

Francia deseó restablecer su mandato colonial en Indochina tras la rendición de Japón, pero Hồ Chí Minh había declarado la independencia de la República Democrática de Vietnam el 2 de septiembre de 1945. Según Barrios Ramos (2015) los franceses lo recibieron en París como guerrillero y no como jefe de Estado. Un frente de nacionalistas y comunistas llamado Viet-Nam Doc Lap Dong Minh Hoi o Liga por la Independencia de Vietnam, Viet Minh en su contracción vietnamita, aceptó al principio el retorno de los franceses para evitar la amenaza de China; pero pronto la tensión con las fuerzas coloniales se hizo insoportable. Dicha liga estaba dirigida en lo político por Hồ Chí Minh, partidario de aguardar, y en lo militar por Vo Nguyen Giap, finalmente deseoso de comenzar los ataques. En 1946 se produjeron los primeros tiroteos en lo que se conoce a veces por la guerra de Indochina, pese a no existir consenso entre los autores.

Situación de Indochina en 1954-1956.

Francia contaba con el apoyo de buena parte de la colonia, especialmente los vietnamitas monárquicos. Sin embargo, los distintos gobiernos de París no deseaban enviar reclutas ni gastar muchos recursos en el conflicto, por lo que acudieron a Estados Unidos en busca de fondos y armas. Harry S. Truman, en 1950, comenzó contribuyendo con el 15 % de los gastos militares aproximadamente. Cuatro años después, Dwight D. Eisenhower ya soportaba más del 80 % del esfuerzo bélico para levantar, por ejemplo, una base fortificada en Dien Bien Phu, donde un tercio del material llevado allí formaba parte de la ayuda estadounidense. Dicha base perseguía cortar la conexión entre el Viet Minh y la guerrilla que operaba en Laos, además de pretender librar una batalla convencional donde las fuerzas de Võ Nguyên Giáp se presumían inferiores. Giáp estaba siguiendo el espíritu contenido en la frase:

Será una pelea entre un elefante y un tigre. Si el tigre se queda quieto el elefante lo aplastará sin remedio; pero el tigre nunca se quedará quieto. Saltará sobre el lomo del elefante arrancándole grandes trozos de carne para esconderse después en la jungla. Así el elefante morirá desangrado.

Sin embargo, en Dien Bien Phu, Giap «recogió el guante», emprendiendo allí una batalla convencional que se convertiría en una de las mayores derrotas de Francia. En aquel valle, el Ejército Colonial francés perdió lo mejor de su fuerza de combate, poniendo al gobierno de París en desventaja para terminar la conferencia de Ginebra de 1954. Eisenhower no proporcionó las decenas de aviones necesarios que solicitaron los franceses, pero sí ofreció a los franceses dos armas nucleares; éstos las rechazaron por no considerarlas útiles, al estar las tropas francesas también en el terreno.
Tras la derrota y los acuerdos firmados en la ciudad suiza, la Indochina francesa se dividía en las naciones independientes de Camboya y Laos, más Vietnam separado a su vez por el paralelo 17, el norte sería una zona para la reagrupación del Viet Minh y el sur para el ejército colonial francés, a la vez de concentración de la población simpatizante de cada bando enfrentado. Las dos divisiones pasaron a llamarse República Democrática de Vietnam, más conocida por Vietnam del Norte, y el Imperio de Annan, bajo el mando del emperador Bao Dai; pero se incluyó una cláusula por la cual se celebraría un referéndum en 1958 para decidir si los dos Vietnam seguirían separados o se reunificaban.

### Vietnam no se reunifica

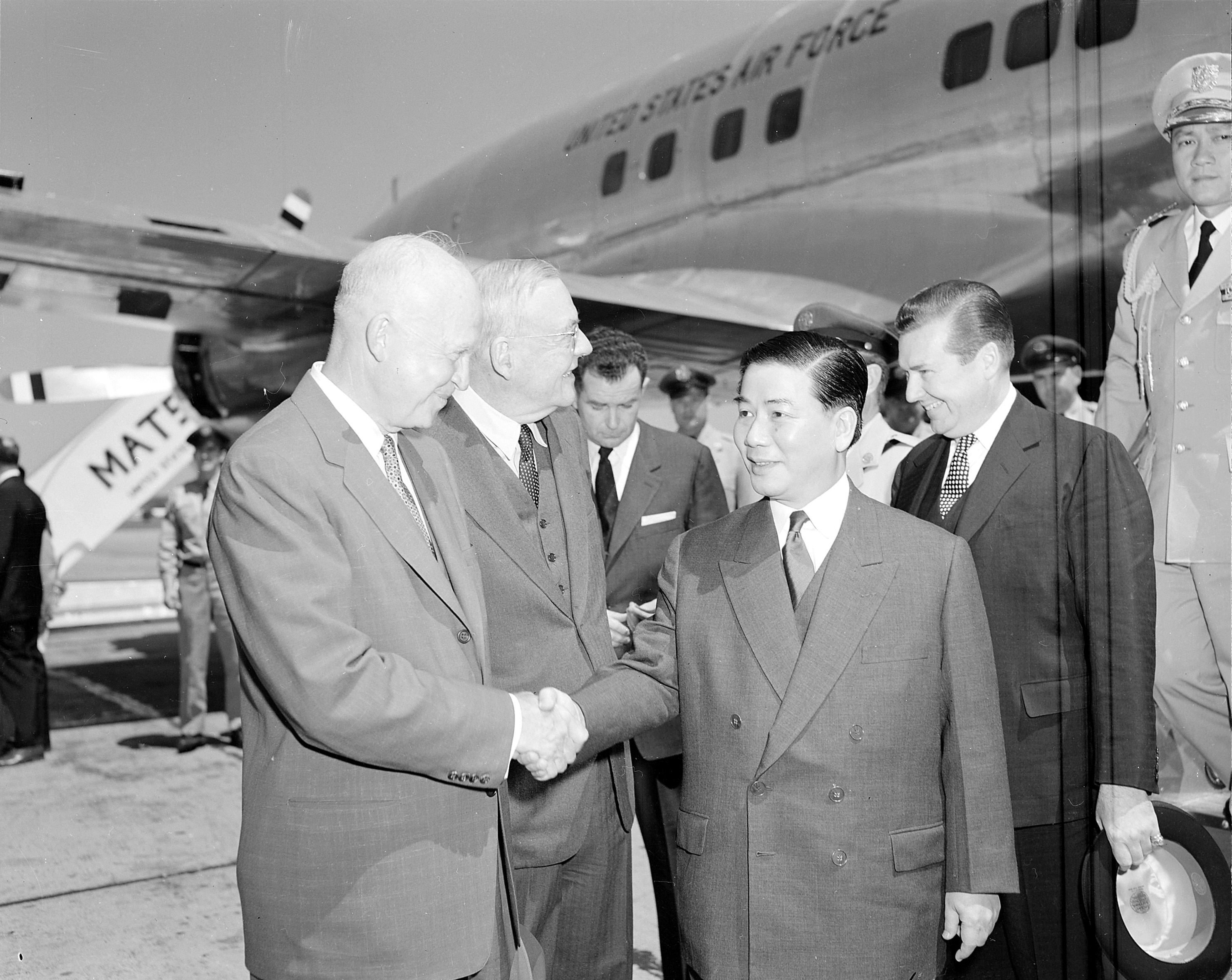
Ngo Dinh Diem y Eisenhower el 8 de mayo de 1957. Ninguno de los dos quería celebrar la consulta sobre la reunificación.

El 30 de abril de 1955 el general Ngo Dinh Diem dio un golpe de Estado con el apoyo de la CIA, declaró la República de Vietnam e impuso una dictadura basada en tres personas: él mismo, su hermano Ngo Dinh Nhu y la mujer de su hermano. También canceló las elecciones de 1956 ante su previsible derrota frente a Lao Dong. Para Barrios Ramos (2015) el referéndum para la reunificación tampoco se celebró al alegar el presidente Diem que los ciudadanos del Norte no eran libres para expresarse. Pero, según Largo Alonso (2002, p. 39), la verdadera razón radicaba en las muchas posibilidades de que ganase el «Sí» en el sur, algo no deseado por los dirigentes de Saigón ni por Eisenhower. Estados Unidos asumió el apoyo financiero y militar para el estado de Vietnam del Sur, ya que los casos de Indonesia, Filipinas, Corea del Sur, Taiwán y especialmente Singapur estaban siendo exitosos, tanto política como económicamente. Sus regímenes políticos permanecían estables y sus productos interiores brutos crecían, por lo que repetir la misma estrategia en Indochina se consideraba viable. Para ello, Eisenhower apoyó al régimen de Diem y al de sus sucesores con 1.200 millones de dólares en cinco años y el envío de 700 asesores militares. El presidente Kennedy profundizó esa misma política.
Para Vietnam del Norte la cancelación del referéndum de reunificación no se vio como un escollo insalvable. Tanto el presidente Hồ Chí Minh y el ministro de Defensa Vo Nguyen Giap en particular, como el politburó, en general consideraban que la independencia de Francia constituía un paso dentro de una estrategia más larga que podía incluir hasta la posterior dominación de toda Indochina, viejo sueño vietnamita desde la Edad Media. Según esta estrategia, la reunificación por votación o por fuerza sería inevitable. Al no ser convocado el referéndum, quedaba la vía militar. Pero esta tampoco sería sencilla entre otros motivos porque, pese a lo impopular del régimen de Saigón, no todos los vietnamitas del Sur veían con buenos ojos a los comunistas. Aproximadamente 1 millón de personas habían emigrado al Sur huyendo de Hanói al producirse la división del país, frente a apenas 100 mil que se desplazaron hacia el norte.Pero la escasa identidad de Vietnam del Sur como país y la enorme corrupción existente en el gobierno provocaron que la dictadura de Ngo Dinh Diem se hiciese impopular. Además los gobernantes de Saigón, que solían ser católicos en un país mayoritariamente budista, no dudaban en reprimir a los seguidores de Buda. Años después, las protestas contra dicha represión dieron la vuelta al mundo cuando un monje budista se inmoló con combustible en plena calle, el ritual bonzo. 
Ante esta situación ocurrieron dos acciones paralelas y complementarias:
- Lenta creación de un movimiento de resistencia que terminaría integrando el Frente Nacional de Liberación de Vietnam, después conocido como Viet Cong o comunistas vietnamitas.[56]
- Comienzo de la presión de Vietnam del Norte sobre el Sur en forma de entrega de suministros y armas a los opositores de la dictadura proestadounidense.

## Estalla la guerra civil en Vietnam del Sur

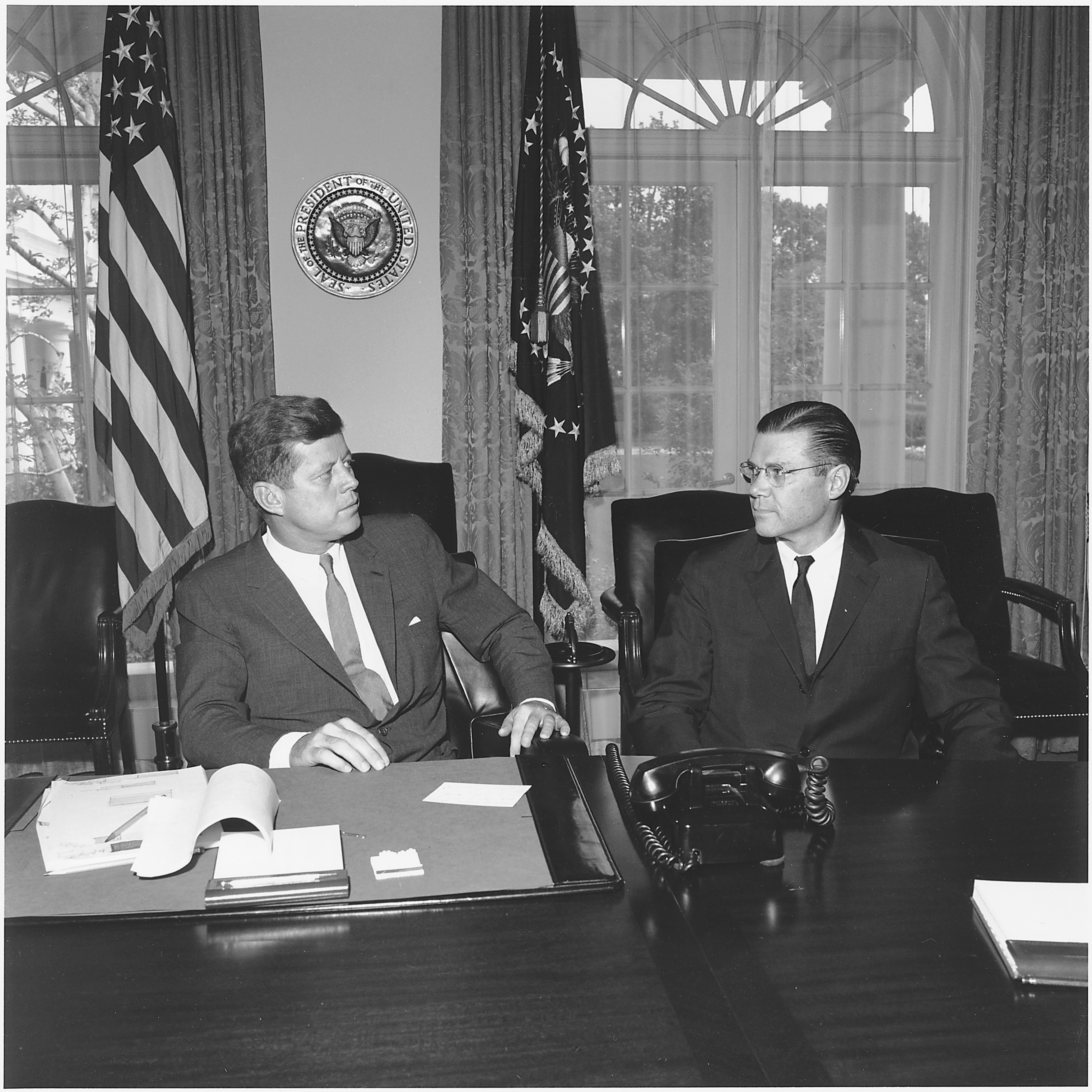
John Fitzgerald Kennedy en 1962 junto a Robert McNamara, secretario de Defensa. Ninguno quería que Vietnam del Sur pasase al lado comunista, como hizo China.

Acciones armadas venían produciéndose desde el 1 de noviembre de 1955; pero fue en 1959 cuando comenzó la verdadera lucha. En ese momento antiguos guerrilleros del Viet Minh, monjes budistas, campesinos y varios grupos más empezaron a integrar el que después se llamaría Frente de Liberación Nacional (FLN) o Việt Cộng, que contaba con el apoyo de Vietnam del Norte.
Vietnam del Norte también intervino en el vecino Laos a mediados de la década de 1950 en apoyo de los insurgentes, estableciendo la ruta Hồ Chí Minh para abastecer y reforzar el Việt Cộng, aumentando su intervención en 1960. Para 1963, los norvietnamitas habían infiltrado 40 000 soldados al Sur, siendo fuertemente respaldados por la República Popular de China, que además de suministrar armas como hizo también la URSS, enviaron numerosos militares a Vietnam del Norte para funciones de apoyo.
Las acciones armadas fueron la respuesta violenta a las políticas gubernamentales contra la población civil y los sucesivos incumplimientos de sus compromisos. Sus objetivos eran derrocar a Ngo Dinh Diem y reunificar el país. Este deseo de unidad nacional expresado en la frase «lucharemos durante mil años» fue algo que los estadounidenses no llegaron a entender y a la larga constituyó una causa más de su derrota.
La táctica del FNLV consistía en la guerra de guerrillas, que tantos éxitos les trajo en el conflicto anterior contra el régimen colonial francés. Así en julio de 1959 el comandante Dale Buis y el sargento Chester Ovnard fueron los primeros estadounidenses muertos en Vietnam durante los ataques a la base de Bien Hoa, pero en 1959 el FNL principalmente asesinaba a líderes locales leales al gobierno de Saigón. Sería en la siguiente década cuando comenzaron a emplear las pocas armas de que disponían, teniendo como núcleo a unos 10 000 veteranos de la lucha del Viet Minh contra los franceses ayudados por los comunistas del Norte. Por su parte, Vietnam del Norte necesitó varios años para organizar la estructura estatal y tomar las riendas de todo el país, por lo que hasta 1959 no pudo contar con dos comandos para el envío de suministros al Sur, principalmente por mar aunque también mandaron algunos suministros a través de la que se llamaría Ruta Ho Chi Minh, en honor del primer presidente del Vietnam moderno. Esta vía, finalmente clave para la victoria, distaba mucho de ser una carretera, o incluso un camino, sino miles de caminos, túneles y variantes, a través de Laos y Camboya.

Situación aproximada del conflicto en 1964-1967.

La insurgencia se vio favorecida por el propio ERVN, ejército de Vietnam del Sur. Este resultaba muy ineficaz luchando en su propio país. Su armamento resultaba poco adecuado, contaba con escasos pilotos de helicópteros nativos; pero quizá su peor defecto era la gran corrupción e ineptitud de sus oficiales, la mayoría puestos por compromisos políticos entre familias de las élites católicas de Saigón. Consecuentemente los soldados del Sur no confiaban en sus mandos, se arriesgaban lo imprescindible, incluso viendo luchar a sus compañeros a escasas decenas de metros, y no recibían una mínima preparación militar, hasta el punto de hacer guardia con una radio a todo volumen. Pero el poco espíritu de lucha no faltaba solo en el Ejército, los dirigentes en Saigón irritaban a los estadounidenses queriendo negociar con el FNLV en lugar de combatirlo.
La participación de los Estados Unidos aumentó bajo el gobierno del presidente John F. Kennedy a través del programa MAAG, pasando de unos mil soldados (llamados asesores) en 1959 a 16 000 en 1963. En aquel momento la única experiencia exitosa para invertir ese tipo de situaciones la desarrollaron los británicos durante la llamada Emergencia Malaya (1948-1960) con el nombre de Campaña Corazones y Mentes. Como hicieron los ingleses en Malasia, los dirigentes survietnamitas y sus asesores estadounidenses trataron de crear «nuevas aldeas», con el doble propósito de controlar a la población y separarla de los guerrilleros a los que informaban y alimentaban. Se llamó Strategic Hamlet Program o Programa de Aldeas Estratégicas y comenzó en enero de 1962, llegando a crear 7.200 nuevos núcleos urbanos con unos 8.732.000 habitantes, y resultó un completo fracaso porque los soldados del Sur no estaban entrenados para ganarse la confianza de los aldeanos. Además, siendo tantas aldeas no se podían defender y solo lograron enemistarse con la población al trasladarla por la fuerza.
Si existía descontrol en las zonas rurales, no era menor en el gobierno. En 1963 el presidente Diem fue asesinado en un nuevo golpe militar patrocinado por la administración estadounidense de John Fitzgerald Kennedy, a quien no le convenía apoyar a un general católico dentro de un país con mayoría budista. Nguyen Van Thieu sustituyó a Diem, siendo uno más de los diez gobiernos que llegó a tener el país en un solo año,Barrios Ramos (2015) aumenta el periodo a 18 meses.
A pesar de las ventajas reunidas por los insurgentes y de la incompetencia de sus enemigos, sus principales victorias y la dominación masiva de territorio se dieron a partir del verano de 1964, cuando llegaron los hombres del Norte, como se les ha llamado algunas veces a los soldados del Ejército de Vietnam del Norte o EVN. Sin embargo, el EVN no confiaba mucho en sus aliados del FNL y estos no terminaban de vencer sus reticencias a obedecer las órdenes dadas desde Hanói. Por estas razones el régimen del Sur no se desmoronó inmediatamente; pero fue cediendo territorio poco a poco.

## Análisis de las principales fuerzas

### El Frente Nacional de Liberación de Vietnam (FNLV)
El Frente de Liberación Nacional de Vietnam o FNLV es conocido por la contracción Vietcong, del vietnamita Vietnam Congsan, la cual se traduciría como Vietnam Rojo según Barrios Ramos (2015). Pero existen discrepancias sobre los grupos a los que se refería una y otra palabra, pues no eran dos nombres para la misma organización sino que el FNL era el brazo político del Vietcong. En cualquier caso los vietcong no eran comunistas en su mayoría y su líder, Nguyen Huo Tho, tampoco lo era; pero no hay consenso sobre su autonomía respecto a Hanói: autores como Conboy, Bowra y McCouaig (1993, p. 14 y siguientes) indican que la independencia del FLN de Hanói era solamente nominal. Guerrero et al. (1988a, p. 25) por el contrario afirman que su dependencia del Norte fue siempre considerable, como también el acatamiento de las órdenes dadas desde allí.
Como tal «frente» estaba integrado por una variedad de voluntarios, como monjes budistas, miembros de minorías y uno de cada quince antiguos combatientes del Viet Minh. En total debían ser poco más de 3000 guerrilleros en 1960, aunque le resultaba fácil conseguir voluntarios para terminar con un gobierno incompetente, represivo y corrupto. El FNL poseía fiereza, determinación y gran capacidad de sacrificio, algo que sorprendió a muchos soldados del Sur y después los estadounidenses, a menudo salidos de un reemplazo forzoso. Un miembro del FNLV escribió:

Realmente no sé cómo pudimos aguantar todos aquellos años. No había nada que hacer excepto luchar y seguir luchando una vez tomada la decisión. Los soldados estadounidenses tenían suerte. Regresarían a sus casas, a miles de kilómetros, una vez terminada su tarea. Nosotros no teníamos nada, excepto la tierra, nuestra tierra. Si nos rendíamos, no tendríamos nada. Posiblemente, en el fondo de nuestros corazones, les odiábamos.

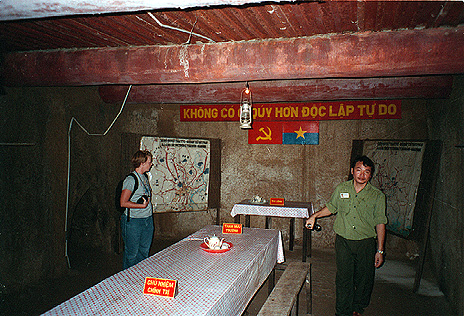
En los túneles grandes contingentes vietnamitas podían vivir y pelear. Muchos de ellos, como este de Cu Chi transformado en museo y fotografiado en 1997, forman parte de la industria turística vietnamita.

Al principio estaban mal armados. El FLNV obtenía la mayor parte de su material del ejército del Sur y utilizaban técnicas ancestrales para fabricar trampas, como las estacas punji cubiertas de excrementos para acelerar la gangrena. De las granadas, obuses y bombas sin explotar podía obtener unas 800 toneladas mensuales de explosivos para trampas. A esto se sumaban las pocas ayudas que conseguían en los países vecinos y las, en principio, escasas aportaciones del Norte. Ante dichas carencias, las armas constituían una prioridad, las demás necesidades ocupaban un segundo plano, por lo que sufría escasez de medicamentos, víveres e incluso agua. Afortunadamente para ellos, cerca de Saigón y otros lugares, contaban con una infraestructura de túneles subterráneos excavados durante la invasión japonesa y ampliados progresivamente durante la guerra contra Francia. En ellos podían descansar, preparar las incursiones y a veces recibir atención médica. Casi lo contrario al bando enemigo, donde la superioridad logística no acarreaba más que envidia y odio, y con ello ganas de golpear con más fuerza. Un exguerrillero recordaba:

Nuestros oficiales de inteligencia decían que los estadounidenses tenían filetes, cerveza y helados en sus bases, y que la guerra solo les ocupaba parte de su tiempo. Llevábamos la guerra sobre nuestras espaldas donde quiera que fuésemos, con o sin armas. A diferencia de ellos teníamos pocas medicinas y ningún hospital cuando nos herían.

Además, su adaptación al terreno les permitía vivir escondidos o trabajando durante el día, para realizar por la noche todo tipo de ataques y sabotajes, empleando el terreno, la vegetación y armas ligeras. De esta forma la noche realmente les pertenecía, porque durante esas horas, eran ellos quienes dominaban la jungla y a los aldeanos. No perder el apoyo de la población local resultaba de gran utilidad al FNLV al tener acceso a comida e información, imprescindible para el éxito de sus ataques. Para mantener este apoyo el Frente realizaba campañas de adoctrinamiento y también de terror contra la población civil que consideraba colaboracionistas con Saigón, en ocasiones realizando empalamientos para intimidar a los aldeanos. Algunas fuentes cifran en 30.000 el número de civiles asesinados.
Pese a sus logros iniciales, en el verano de 1964 Hanói consideró que dicha fuerza no podría ganar la Contienda sola, por lo que comenzaron los envíos de unidades enteras del EVN, mejor equipadas, entrenadas y armadas, además de mandadas por oficiales expertos. Gracias a ello en parte, los guerrilleros sorprendieron a los estadounidenses organizando ataques a nivel de división, es decir, una unidad atacaba a otra inferior en número y cuando se solicitaban refuerzos para repeler la agresión, los refuerzos eran atacados por un contingente aún mayor. Así se conseguía aumentar la impaciencia y la desmoralización entre auxiliados y auxiliadores. Si los refuerzos eran demasiado grandes el FNLV y el EVN siempre podían desaparecer en la selva.

### El ejército de Vietnam del Norte

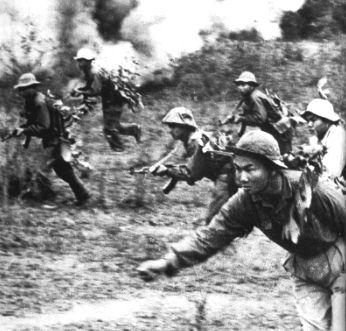
Fotografía propagandística del EVN en 1967.

Las Fuerzas Armadas de la República Democrática de Vietnam también llamado Ejército Popular de Vietnam, EPV o EVN, por Ejército de Vietnam del Norte, contaban en 1960 con unos 200 000 hombres entre las tres ramas. Al Sur bajaron (en 1961) 15.000, de los cuales la inmensa mayoría eran fuerzas terrestres con experiencia en la guerra de guerrillas, herederos del Viet Minh.
Con todo, el EVN demostró ser una maquinaria bélica muy eficaz, con soldados motivados y mandos preocupados por su tropa, casi lo contrario de los sur-vietnamitas y estadounidenses. Tanto es así que contaba con una de las unidades más famosas, los «Voluntarios de la muerte vietnamitas» dispuestos a morir encadenados a los árboles para cubrir a sus compañeros. Asimismo, no se constató ningún caso de agresiones a un mando del EVN, cuando en el otro bando no bajaban de decenas al año.

### El ejército de Vietnam del Sur (ERVN)

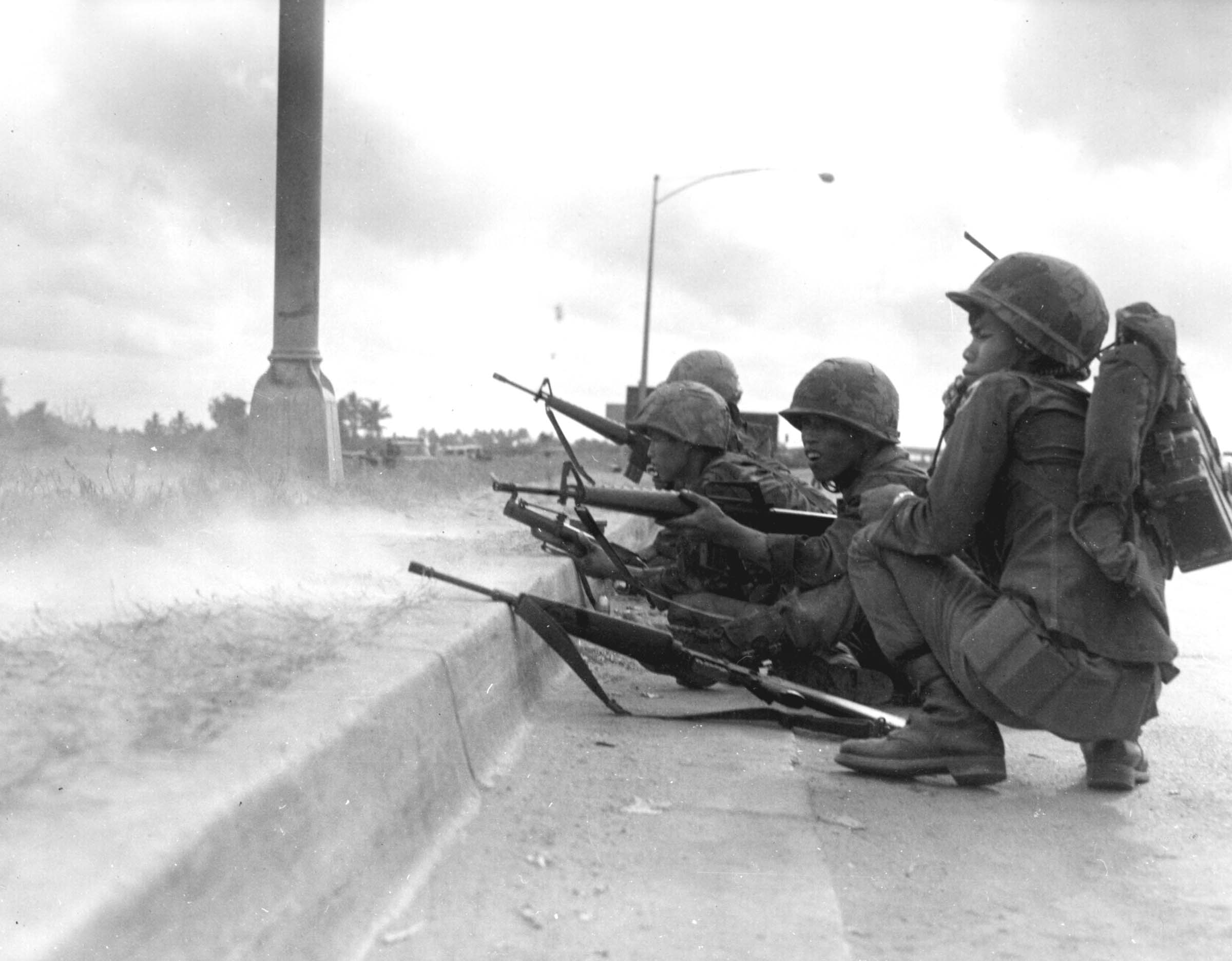
Soldados del ERVN durante la ofensiva del Tet, 1968.

En cuanto a armamento individual, tanto el ERVN como la Aviación y Marina, fueron equipados inicialmente, en la etapa de los asesores (esto es, pre-1965) con material traído de EE. UU., sobrante de la Segunda Guerra Mundial y la guerra de Corea (fusiles y carabinas M-1, fusiles BAR, y ametralladoras Browning calibre .30 y .50; morteros y bazucas). Los uniformes y botas eran también americanos. Sin embargo, la Policía Nacional, que sumaba unos 56 mil hombres hacia 1960, o las fuerzas paramilitares, como las Fuerzas Regionales/Populares (Regional Forces - RF, y Popular Forces - PF), que sumaban entre ambas unos 4 mil hombres en 1965, estaban menor armadas. En particular, las PF continuaron vistiendo ropas tradicionales oscuras, difícil de distinguir de las ropas negras usadas por la guerrilla del Viet Cong. En cuanto a las tropas CIDG (llamadas así por el programa Civil Irregular Defense Group), superiores en entrenamiento ya que eran entrenadas y conducidas por los Boinas Verdes, estas recién tendrían modernos fusiles M-16 a partir de 1968. El ERVN también sería modernizado con fusiles M-16 a partir de la intervención masiva de Estados Unidos en 1965; dicha arma ligera, era ideal para ellos por su tamaño pequeño y baja estatura, en lugar del pesado fusil M-1, además de ese modo igualaban en potencia de fuego a la efectiva AK-47 del Viet Cong.
El Ejército de la República de Vietnam o ERVN contaba en 1960 con unos 150.000 hombres, reclutados para un servicio de 3 años de los que servían entre 60 y 90 días seguidos en campaña. Por lo tanto y en teoría, suponían una fuerza como mínimo del doble tamaño a la suma del FNLV y el contingente inicial del EVN. Sin embargo su número es engañoso por las decenas de miles de deserciones anuales, 132.000 solo en 1966. Pero, aun suponiendo que su cuantía teórica fuese real, no constituían un rival para el EVN, ni siquiera para el FNLV. Por ejemplo, en enero de 1963 una división del ERVN, unos 10 000 hombres no fue capaz de derrotar en Ap Bac a 3 compañías del FNLV (unos 340 guerrilleros). Las razones eran variadas, como contar con poco poder aéreo, pocas piezas de artillería, utilizar fusiles estadounidenses no adaptados al clima y a la constitución de los vietnamitas, no contar con personal de mantenimiento suficiente; pero especialmente por su baja moral. Los soldados del sur estaban mal pagados, sus familias debían seguirlos y vivir en chabolas cerca de las bases y la corrupción reinaba entre los mandos, además de la incompetencia. Los oficiales eran nombrados por afinidad política en lugar de por méritos y no solían arriesgarse a ir junto a sus hombres al combate. Un motivo más de desmoralización eran el odio que solía tenerles el pueblo por las torturas, robos y otros delitos que cometían.
Sin embargo, no todas las unidades del ERVN tenían bajo desempeño. Los Ranger o la 1.ª División de Infantería estaban mejor pagados y contaban con mandos más competentes, además dichas unidades las integraban en ocasiones exconvictos alistados para huir de la cárcel, por lo que contaban con alguna motivación para luchar. Estas unidades realizaron actos de valor reconocidos por los estadounidenses, como su participación en el levantamiento del Sitio de Khe Sanh, pero solo constituían el 5% del ejército.
Según el autor Clarke, J. (1988), a fecha 1964, y posteriormente incluso, no existía un eficiente sistema para el registro oficial de datos en Vietnam del Sur, con lo cual, si bien los asesores norteamericanos estimaban a mediados de 1965 unos 261.000 militares sur-vietnamitas (entre Ejército, Aviación y Armada), sumado a 271.000 de las diversas fuerzas paramilitares, las cifras eran dudosas. El autor agrega que se desconocía datos como años totales de servicio, nivel de entrenamiento completado, incluso edad y antecedentes médicos, y que exceptuando algunos comandantes (que por su propia cuenta habían iniciado registros personales) en general no se le había dado importancia a los datos. Más aún, los nombres de los desertores, hombres ausentes de su unidad (sin haber desertado), aquellos hospitalizados, los que fueron dados de baja por discapacidad e incluso los fallecidos, seguían figurando en registros de cada unidad como presentes; una suerte de soldados fantasma. Esto se debía a que, dado que los sueldos los pagaban los propios jefes de unidad, muchas veces escondían la pérdida de un soldado para seguir recibiendo los fondos y luego apartar dicho sueldo para ellos; en definitiva haciendo más difícil la creación de datos fiables sobre las fuerzas reales. Los desertores de una unidad, muchas veces incluso se alistaban en otra, mediante el mecanismo de falsear sus datos personales o simplemente la coima al jefe de unidad. En general, los norteamericanos notaban que estos problemas se acentuaban más si la unidad era de primera línea.
En cuanto al reclutamiento, los datos que manejaba el Comando Asesor en Vietnam (MACV, por sus siglas en inglés) estimaban en 1965 que 15 millones de sur-vietnamitas vivían en territorio controlado por el gobierno; de ellos 66% eran varones en edad de alistarse; pero de nuevo, la falta de censos ayudaba a aquellos indocumentados a eludir el reclutamiento. Otro problema, ya mencionado, era la corrupción existente. Oficiales o jefes de unidad, a cambio de dinero, permitían a los locales ya reclutados, volver a su casa por un largo periodo de tiempo; solo regresando ocasionalmente o para la visita de algún superior. Nunca existió un programa para ello; por tanto el reclutamiento de soldados se hacía en cada región, recurriendo a las aldeas, dando por resultado una gran tendencia a los mismos a regresar a sus aldeas, según marcaba la costumbre de los locales (esto era natural para soldados del ERVN, no así para tropas aerotrasportadas o para los marines sur-vietnamitas). Ocurrió que, cuando por directiva superior se desplazaba una unidad de una provincia a otra, las deserciones se disparaban: por ejemplo en 1964, cuando se ordenara mover la 25° División del ERVN desde Quang Nai, en el norte, hacia cercanías de Saigón. Pasarían meses hasta que esa división repusiera esas perdidas. Pero incluso en las unidades que operaban localmente había deserciones (tomando por referencia 1965 solamente, hubo 9.000 en un mes; aumentaban proporcionalmente al incremento de los combates, y siempre eran mayores las cifras en unidades de primera línea). Un caso particular es la base campamento de Tan Hung, hogar del 2.º Batallón/9.º Regimiento (una unidad de la 5.ª División). Allí el jefe había dado permiso para que los soldados trajeran consigo a sus familias, dando por resultado que al ser atacada la base, la defendían con gran determinación; sin embargo esas mismas tropas se mostraban en desacuerdo cuando debían patrullar lejos de la base.
Indudablemente, con tantas oportunidades para errores y falsificaciones, era difícil saber, en el caso de que un soldado desertara, si era reclutado por el Viet Cong o no. Los reclutas ya entrenados y que habían desertado, regresando a sus familias, eran buscados por la guerrilla, ya que en caso de reclutarles, se podían ahorrar tener que entrenarles. Del mismo modo, muchos desertores del ERVN que luego volvían, era difícil saber su implicancia en dichos asuntos.

## Partida de la intervención estadounidense

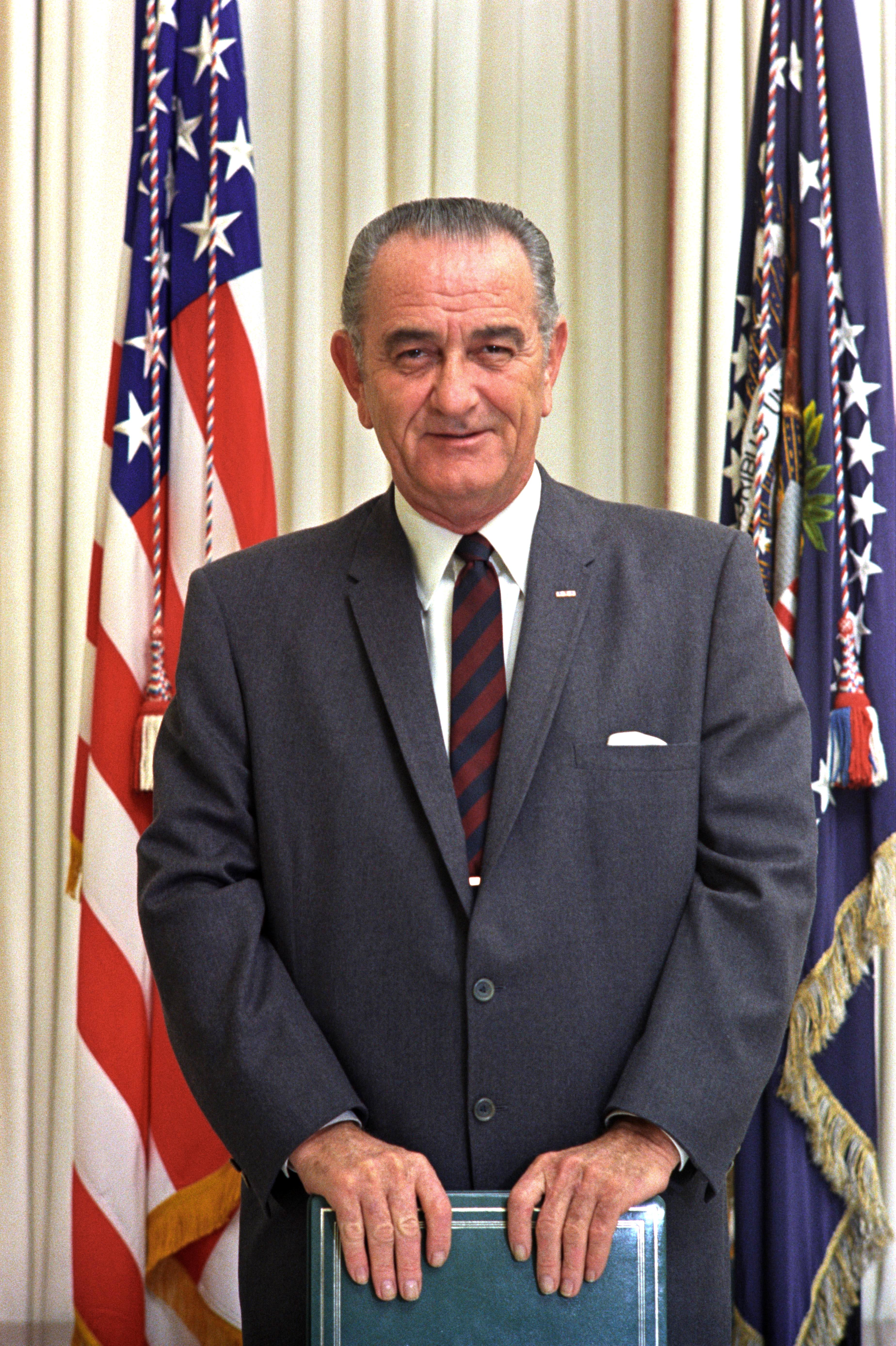
Lyndon B. Johnson en enero de 1969, principal impulsor de la intervención en Vietnam.

A lo largo de la década de 1960, los militares estadounidenses ya se habían visto envueltos en refriegas con algún muerto, en dos ocasiones. Fue la llamada «etapa de los asesores» (que duraría hasta marzo de 1965). Al principio los asesores militares estadounidenses estaban en el sureste asiático para formar una fuerza de irregulares en las Tierras Altas Centrales e instruir al Ejército de Vietnam del Sur en tácticas, mantenimiento de aeronaves y otras funciones auxiliares. No tenían permiso para intervenir en los combates, mucho menos para preparar acciones contra los guerrilleros; pero más de una vez se saltaron esta prohibición.
Los informes enviados a Washington por los asesores y otros expertos concluían que la situación era muy mala y el Sur seguía con gobiernos precarios, perdiendo claramente la guerra civil.  Así, a finales de 1964 aproximadamente el 60% del país estaba en poder del FNLV y no había expectativas de un cambio en la tendencia. Las infiltraciones comunistas se habían triplicado, llegando a unos 34 000 efectivos.
Para Schell (1988, p. 25 y siguientes), lo que finalmente desencadenó la intervención total estadounidense fue una reunión mantenida por Johnson con sus asesores el 21 de julio de 1964. En ella trató de idear una manera para forzar al gobierno de Saigón a luchar en lugar de negociar, pero la opinión imperante fue que la retirada de los asesores residentes en el país no conseguiría eso, sino la rápida conquista por parte de Hanói. La intervención directa, opinaban los asesores presidenciales, resultaría muy larga, costosa y sangrienta por ser el Sur un país poco interesado en su supervivencia. Sin embargo, de no hacerlo y en opinión de los mismos asesores, Estados Unidos parecería un tigre de papel y podría degenerar en la Tercera Guerra Mundial, al no ver los soviéticos obstáculos insalvables para su expansión.
Doce días después de la reunión se produjo el «Incidente del Golfo de Tonkin», con un primer ataque al destructor estadounidense USS Maddox el 2 de agosto de 1964. Al día siguiente se unió al USS Maddox el USS Turner Joy y la noche del 4 de agosto supuestamente se produjo un nuevo ataque, pese a no existir pruebas de dicho acto. El presidente Lyndon B. Johnson ordenó el 5 de agosto a los navíos USS Ticonderoga y USS Constellation acciones de represalia contra la flota norvietnamita. Siendo ciertos o no alguno de los ataques, el incidente legitimó a Johnson para solicitar y conseguir del Congreso el 6 de agosto la llamada Resolución del Golfo de Tonkín. Esta resolución conferiría plenos poderes para que los asesores militares presentes en Vietnam realizaran operaciones fuera del recinto de sus bases, además de incrementar la cantidad de tropas en ese país, al estar en campaña electoral Johnson necesitaba mostrar una imagen de fuerza frente al comunismo.
El 2 de marzo de 1965 se autorizó la Operación Rolling Thunder, planificada desde hacía un año, con 100 cazabombarderos y 200 toneladas de bombas cada uno con el objetivo de atacar instalaciones norvietnamitas y doblegar su voluntad «destruyendo acero y hormigón», en palabras del presidente Johnson. En ese mismo mes desembarcaron en la base aérea de Da Nang 3.500 marines para protegerla y unirse a 60.000 soldados ya destinados en Vietnam como asesores. Todo ello se realizó sin consultar a la opinión pública estadounidense, pero sí con su apoyo mayoritario; aunque ya en ese momento se organizaron protestas en contra y denuncias ante el descaradamente clasista sistema de reclutamiento. Desde el punto de vista del Derecho Internacional Estados Unidos no estaba en guerra contra ninguna nación, para ser así debería haber existido una declaración previa, tampoco fue una invasión de Vietnam del Sur, solo la llegada de más asesores.Con la entrada masiva de los Estados Unidos en la guerra, Vietnam del Sur recuperó parte de lo perdido.

### Los objetivos de la intervención
Largo Alonso (2002, pp. 56 y 57) indica que la Casa Blanca marcó una meta propagandística y otra militar desde un principio.

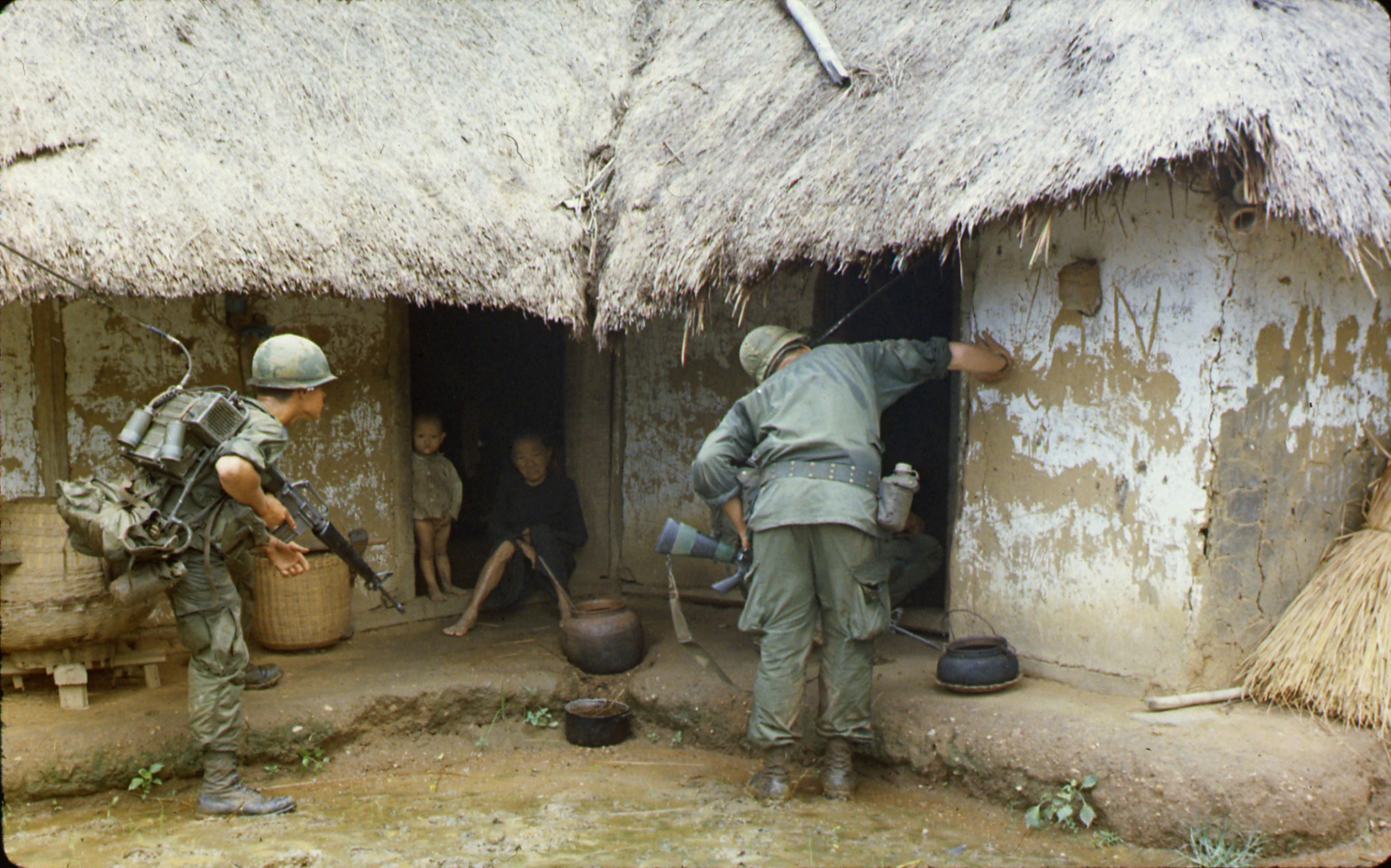
Soldados estadounidenses en busca de miembros del FNLV.

El objetivo político pretendía dar a conocer las acciones del Norte y del FNLV tanto a los miembros del Congreso como a la opinión pública estadounidense y mundial, con el fin último de aislar internacionalmente a Vietnam del Norte y marginar al FNLV como interlocutor, en caso de llegar a una negociación. Para ello se utilizarían los medios de comunicación y las acciones diplomáticas.
El presidente Johnson trató de atraer a tantos países como pudo con la Campaña Más banderas, para dar una idea de que el «Mundo Libre» estaba luchando contra el comunismo, pese a que el adjetivo «Libre» es más un eufemismo que una realidad debido a la presencia de países como Corea del Sur o Filipinas. Muchas naciones enviaron ayuda, principalmente en forma de suministros médicos, algo bien visto por la población del país emisor y receptor; pero solo 7 destinaron soldados a la Península: la dictadura sudcoreana envió en 1965, 200 hombres y fue aumentando el contingente hasta 47.829 soldados en 1967; Tailandia contribuyó con un total de 11.568 soldados, además permitió a Estados Unidos emplear su territorio para operar bombarderos B-52, cazas, aviones de reconocimiento y el Centro de Vigilancia de la Infiltración; Australia terminó destinando una división primero con asesores en 1962 y después con 1.400 soldados, algunos veteranos de la lucha en las junglas malayas, y finalmente con un número máximo de 7.672 soldados y oficiales en 1967 (por lo que se convirtieron en un importante aliado estadounidense y experimentado en un territorio muy hostil como es la selva, hasta que se retiraron en diciembre de 1972). Participaciones más pequeñas fueron la de Filipinas (2.000 soldados), Taiwán (31 hombres) y España con varios grupos de 13 médicos militares.
En el campo militar el objetivo marcado era demostrar al FNLV y a Hanói que no podrían ganar la guerra debido a las numerosas bajas y derrotas que les infligirían. Por tanto, como indicó el propio presidente de los Estados Unidos, sería una guerra diferente, donde no existiría una capital que tomar o unas líneas de frente que romper. Para infligir esas derrotas y esas pérdidas, el presidente Johnson deseaba utilizar más los bombardeos que las acciones de infantería, pero para esto sería necesario levantar una serie de bases navales y aéreas que cubrieran todo el país. A su vez, dichas bases necesitaban tener garantizada su seguridad, por lo que se consideró necesario:
- Cortar la entrada marítima de ayuda para el FNLV proveniente del Norte.
- Reforzar las guarniciones existentes, dado que los hombres del ERVN habían demostrado su incapacidad para defender el territorio.
- Emprender más y mejores patrullas de búsqueda en la jungla para localizar las partidas del FNLV y los infiltrados norvietnamitas, destruyéndolas después empleando su potencia de fuego.

La primera misión podía seguir en manos de la flota de «aguas azules» destinada en el sureste asiático que habían realizado un buen trabajo hasta entonces. Para la segunda y la tercera se necesitan envíos masivos de hombres y material. Así, a finales de 1965, ya eran más de 100 000 los efectivos desplazados a Vietnam y se habían destinado 1000 millones de dólares para el envío de casi diez millones de toneladas mensuales en suministros y equipo. Toda esta ingente cantidad de materiales requería una enorme cadena logística que lastró mucho al Ejército. Por ejemplo, solo uno de cada siete soldados estadounidenses se vio realmente envuelto en combate, los demás pertenecían a cuerpos logísticos, administrativos, médicos, mecánicos, etc.
Para cumplir la tercera de las metas militares, el despliegue de potencia de fuego con la que cubrir a la infantería en misiones de búsqueda y destrucción, Estados Unidos haría uso de todo su poder aéreo. Por ejemplo, si las piezas artilleras aerotransportadas no podían descargarse por lo espeso de la selva, aviones de distintos tipos lanzarían bombas de cientos de kilos que abrían un cráter y permitir el aterrizaje.

### Los primeros enfrentamientos de los estadounidenses a gran escala

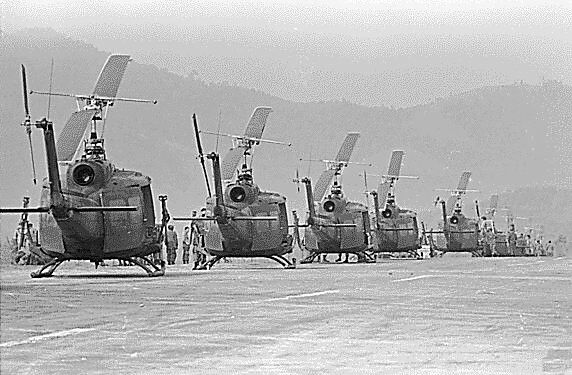
Al contrario que los franceses, los estadounidenses utilizaron las nuevas máquinas con turbo-transmisión. En la imagen, varios helicópteros Huey de las compañías 170.ª y 189.ª esperando el embarque de tropas en Polei Kleng, Vietnam del Sur, marzo de 1969.

En batallas más o menos convencionales, los guerrilleros vietnamitas aún tenían cartas que jugar frente a los soldados del Sur y lo demostraron en el mes de junio. El 51.º Batallón del ERVN cayó en un ataque sorpresa cerca del golfo de Tonkín y fue desintegrado por completo. Pero el resultado fue diferente cuando los estadounidenses entraron en acción:
- El 1 de julio de 1965 los marines emprendieron la Operación Starlite, primera prueba de fuego para ellos después de meses inactivos. Lograron sorprender primero y arrinconar después al FNLV en la península de Noh Nang. Una vez allí acabaron con los guerrilleros utilizando toda su potencia de fuego: armas portátiles, artillería, aviación y artillería naval de los cruceros fondeados en el Golfo.[nota 10]
- Por su parte, el Ejército estadounidense combatiría por primera vez contra los soldados del Norte en el valle de Ia Drang. Durante varios días de noviembre los soldados del 7.º de Caballería y otras unidades de la 1.ª División de Caballería Aérea se enfrentaron a tres regimientos del EVN. Los norvietnamitas habían sido enviados para destruir el campamento de Boinas Verdes y montañeses de Plei Me, acabar con las columnas de refuerzo y tomar después la ciudad de Pleiku, dejando así el camino libre hacia Qui Nhon y el Mar de China Meridional, lo que hubiese partido el país por la mitad.[109] Pero los estadounidenses truncaron ese plan. Los nuevos helicópteros movidos por turbo-transmisión resultaron un arma útil,[110] realizando una fundamental misión para transportar a los hombres al centro de la batalla,[nota 11] aprovisionarlos y extraer a los heridos.[111] La batalla de Ia Drang estuvo a punto de volverse una catástrofe para Estados Unidos, pero esos helicópteros y la potencia de fuego desplegada invirtieron la situación. Unos 1.500 soldados norvietnamitas perdieron la vida, frente a 234 estadounidenses;[111] pese a ello el ejército norvietnamita se auto-proclamó vencedor.[112]

Los éxitos en la Operación Starlight y en Ia Drang llevaron al jefe de las fuerzas estadounidenses en Vietnam, general William Westmoreland, a solicitar y conseguir los medios para realizar las acciones que pensaba que le llevarían a la victoria, entre las que destacaron:

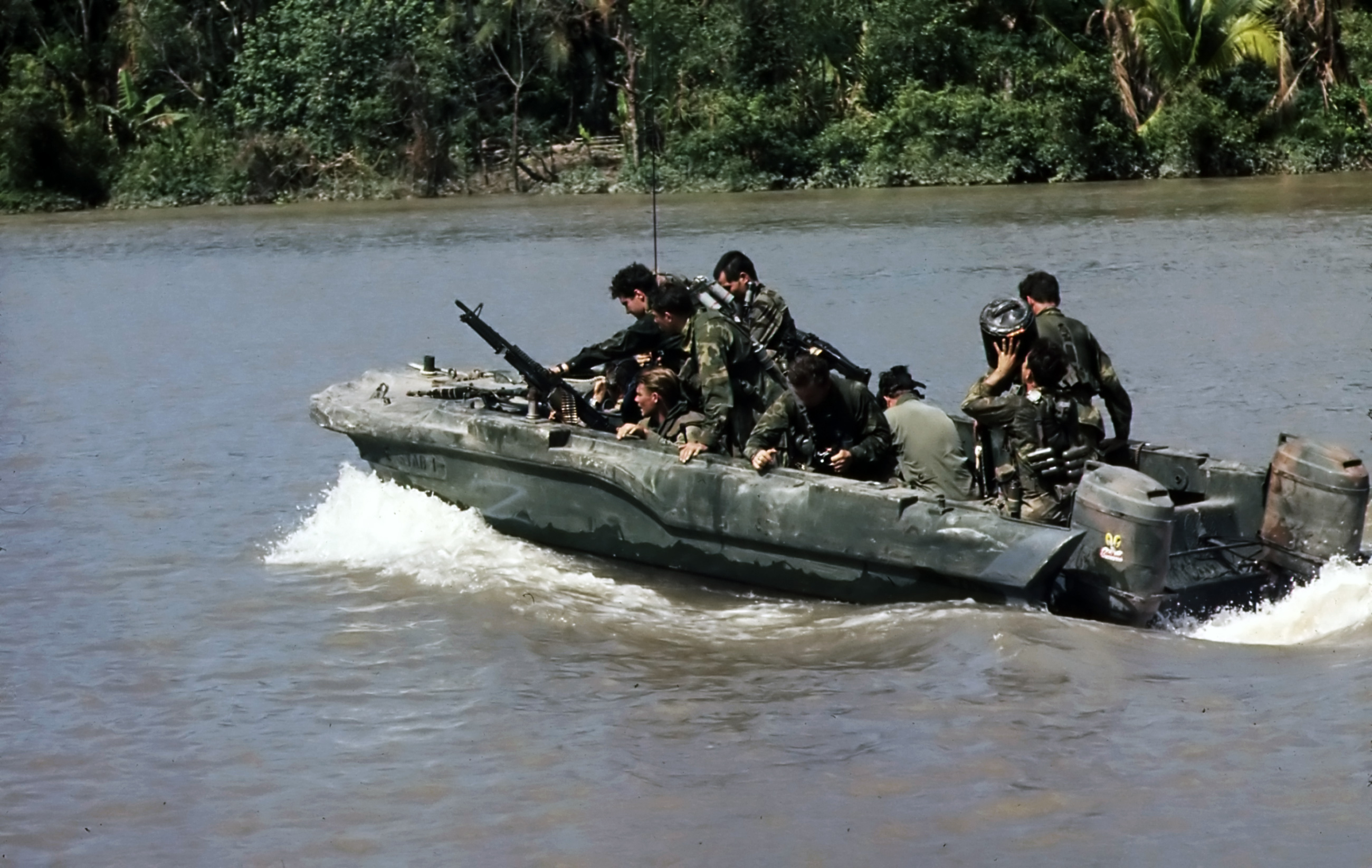
Miembros del Equipo Uno del SEAL en una operación por el río Bassac, al sur de Saigón (1967).

- Hacer un uso extensivo del helicóptero como nuevo medio de transporte y también de guerra.[nota 12]
- Continuar la Operación Rolling Thunder de bombardeo sobre Vietnam del Norte.[nota 13]
- Cortar la llegada de suministros desde el Norte. Para ello la flota estadounidense continuaría bloqueando las rutas marítimas y se intensificaron las acciones de los Boinas Verdes en las Tierras Altas Centrales de Vietnam contra la Ruta Ho Chi Minh.
- Atacar al enemigo en su propio terreno. Se intensificarían las operaciones de búsqueda y destrucción, patrullas en lancha por el delta del Mekong, formación y envío de más SEAL para realizar acciones de contrainsurgencia…
- Potenciar la campaña «Corazones y Mentes», que tanto éxito les reportó a los ingleses en Malasia.[115] Se debía continuar con la reconstrucción de poblados, el servicio sanitario, la entrega de maquinaria agrícola, etc.

Asimismo en diciembre de 1965, la Fuerza Aérea puso en marcha el Programa Big Belly, para permitir que los B-52 transportaran casi 10 000 kg de bombas y en abril del año siguiente fueron desplazados a la isla de Guam para poder alcanzar Vietnam del Sur. Desde allí se realizaron una media de 300 salidas al mes.
El primer año de la guerra, Estados Unidos venció en la práctica en la totalidad de las batallas, gracias a su potencia de fuego y a poder abastecer a sus hombre por aire sin sufrir los numerosas ataques que tantas pérdidas les costaron a los franceses. Esto les hizo pensar en una victoria rápida; pero de la que podían obtener experiencia en combate para sus oficiales, por lo que decidieron enviar allí a todos los posibles, rotando cada seis meses en lugar de cada doce. Esto causó un primer problema. Las estadísticas informaban de que un militar comenzaba a desenvolverse bien a los noventa días de servir en Vietnam y alcanzaba su óptimo operativo a los diez meses. La continua rotación fue imprimiendo un sentimiento en las unidades de ser mandadas por novatos ineptos, lo que les hacía candidatos a las temidas emboscadas, por tanto, no dudaban en eliminar a sus jefes y a cualquier recluta no demasiado hábil.

### El Sur recupera terreno

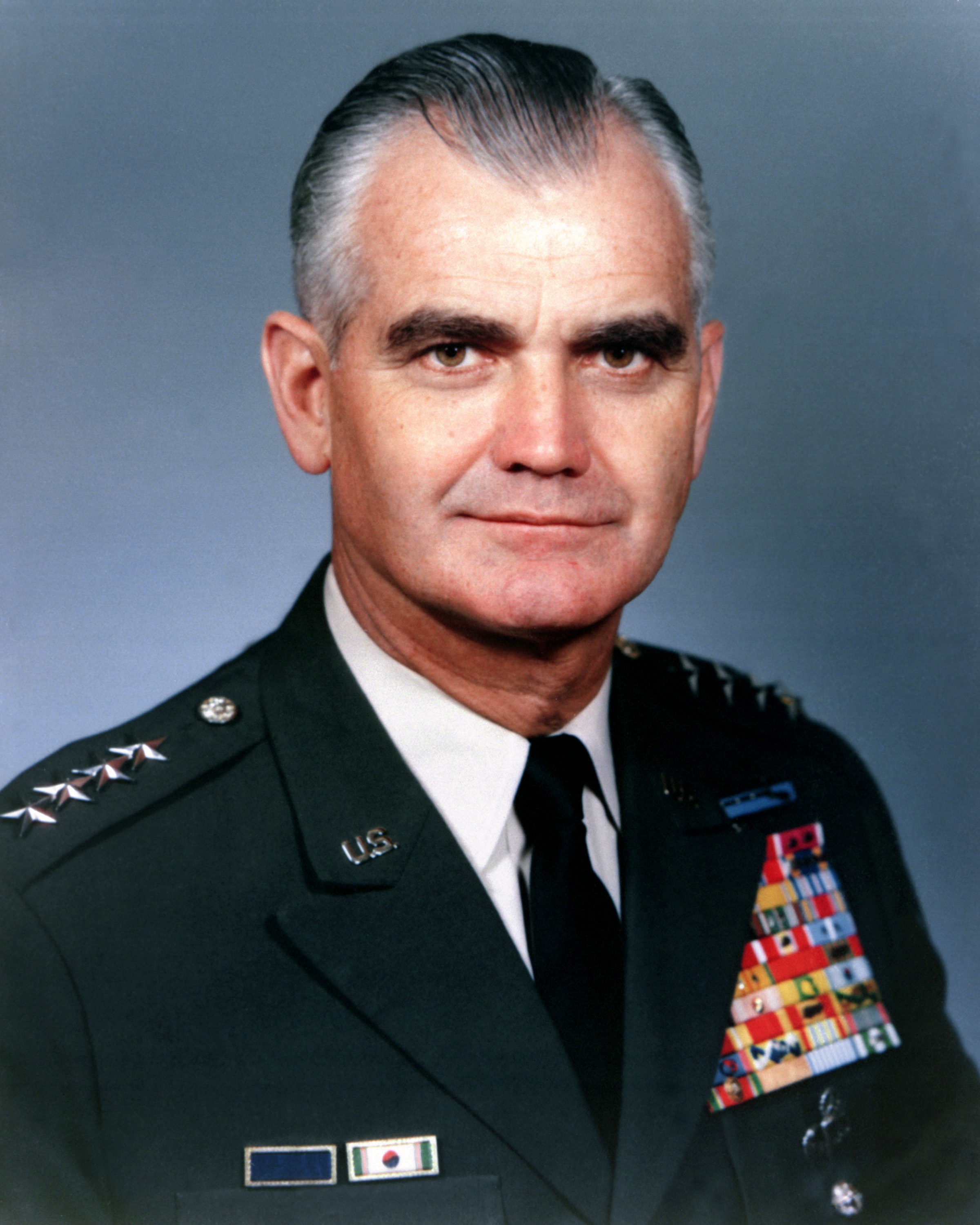
General William Westmoreland.

Westmoreland y sus aliados lanzaron una misión tras otra de las que se puede destacar la Operación Market Time, para cortar los suministros llegados por mar, y Operación Prairia, con el fin de detener los combates en el llamado Cerro de los murmullos en la zona desmilitarizada. También se autorizó el empleo del agente naranja para eliminar la cubierta vegetal que protegía las guaridas y las posiciones desde las que los guerrilleros atacaban a las tropas regulares. Todo ello daba una visión optimista a las opiniones públicas estadounidenses y de los distintos países que los apoyaban; pero la imagen que se tenía al llegar a cualquier parte de Vietnam del Sur era de inseguridad. Así lo comprobaron los soldados españoles cuando aterrizaron en Saigón en abril de 1966. Los edificios oficiales se veían protegidos por sacos terreros, el autobús que los transportaba llevaba las ventanillas cubiertas por rejas para impedir la entrada de granadas. Incluso en el propio hotel Península, donde se alojaron, tuvieron que interrumpir la emisión de una película por explosiones cercanas y el posterior contraataque heli-transportado. Eso dentro de la propia capital del país.
Los años 1966-67 no resultaron tan exitosos a los estadounidenses como 1965. El Mando de la Asesoría Militar y el propio Westmoreland reconocieron que el número de bajas estadounidenses resultaron desproporcionadamente altas y el número de victorias se había reducido, los vietnamitas estaban empezando a llevar la iniciativa. Westmoreland solicitó y obtuvo más soldados. Por lo demás, el método era seguir empleando la artillería, la aviación y el alto explosivo. De esta forma las operaciones siguieron sucediéndose una tras otra:
- La Operación Attleboro, en agosto de 1966, resultó el ejemplo de una gran operación montada para localizar y destruir refugios y unidades enemigas; pero un fracaso por no contar con buena información. Los soldados de la 196.ª División de Infantería Ligera no lograron cercar a los comunistas, que huyeron a Camboya.
- La Operación Cedar Falls, en enero de 1967, consiguió librar algunos combates; pero el FNLV logró desaparecer. Se capturó gran cantidad de material y se destruyeron muchos túneles, pero el grueso de las fuerzas guerrilleras se libró del ataque.[64]
- Operación «Junction City» para localizar y destruir el supuesto cuartel general del FNLV en una batalla convencional.
- Fabricación de la Línea McNamara para detectar primero con dispositivos electrónicos y neutralizar después cualquier intento de penetrar por la zona desmilitarizada.
- Traslado de más B-52 a Tailandia para poder realizar misiones sin necesidad de reabastecimiento en vuelo.[120]
- Aumentar las salidas de los B-52 hasta una media de 800 al mes.[120]
- Desarrollar la Fuerza Fluvial Móvil para patrullar el delta del Mekong con el fin de localizar y limpiar los depósitos ocultos del FNLV de cualquier cargamento de armas o suministros que se intentara infiltrar por este inmenso río.

Gracias a toda esta ayuda y esfuerzo, el gobierno de Saigón fue recuperando buena parte del territorio perdido los años anteriores y en 1967 en Estados Unidos se creía que la victoria estaría de su lado en no mucho tiempo. Pero la desmesurada potencia de fuego utilizada estaba resultando contraproducente en muchas ocasiones. Un aldeano comentaba:

La aldea ya no existe […] Fue destruida por los estadounidenses, reconstruida y después destruida nuevamente por ellos. Después de esto se le llamó zona de fuego libre. Dijeron que, con la aldea muerta, ya no había razón para que nadie fuese allí, ni siquiera para visitar la tumba de nuestros antepasados.

Del mismo modo, el empleo de un arma tan devastadora como los bombarderos estratégicos B-52 causó rechazo en buena parte del mundo, incluido en el propio Estados Unidos.

### Las acciones norvietnamitas

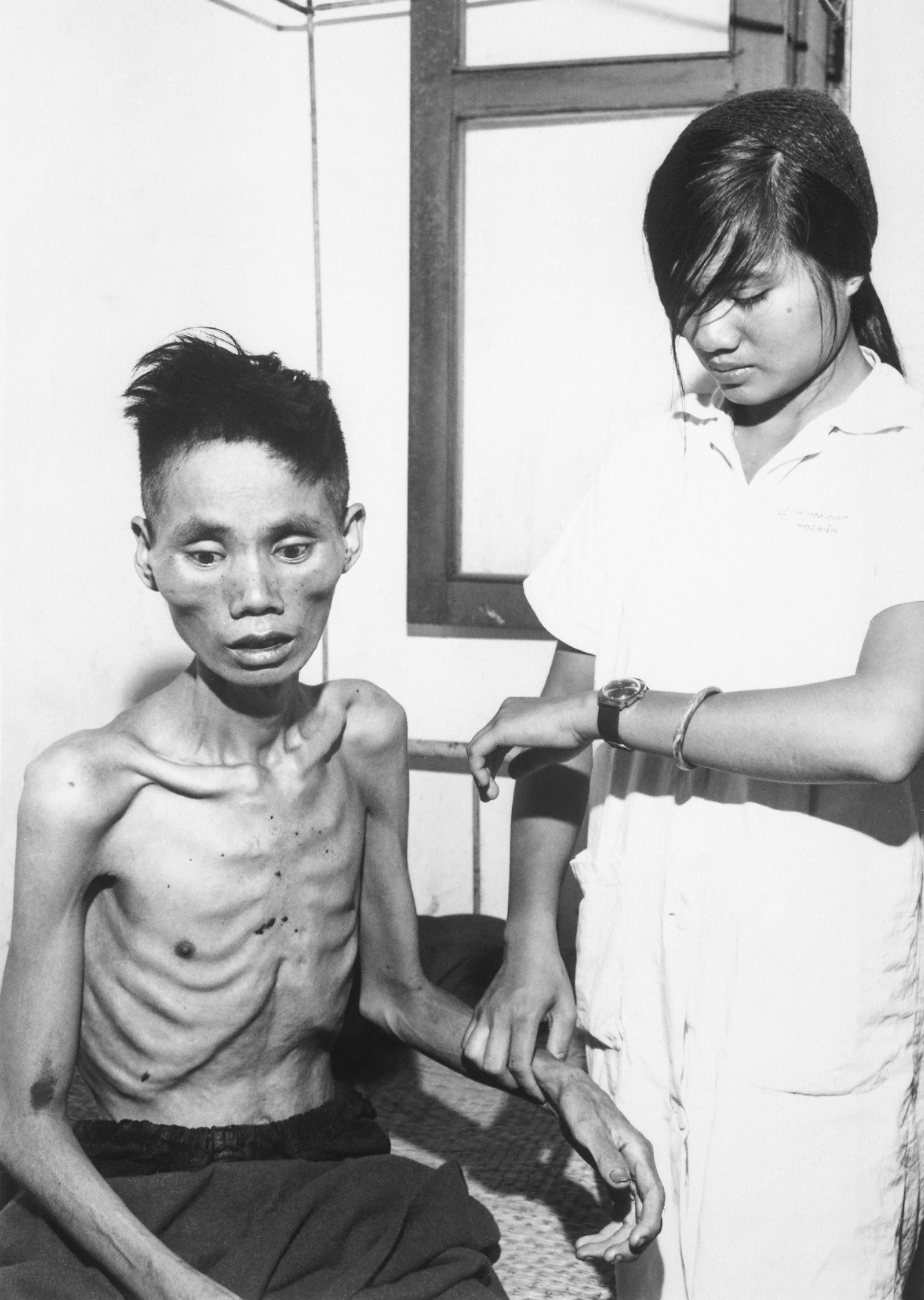
La crueldad contra los prisioneros de guerra fue algo común por parte de ambos bandos. En el caso del desertor Le Van Than, capturado por el FNLV, fue deliberadamente desnutrido durante un mes. Imagen tomada en 1966.

Los vietnamitas aprendieron mucho más de su oponente de aquellos reveses y decidieron seguir las siguientes pautas:
1. Mantener el apoyo campesino con una incansable campaña de adoctrinamiento y de terror.[122]
2. Rehusar el combate en campo abierto o en terreno fácilmente abarcable.[123]
3. Luchar siempre utilizando la flexibilidad, la dispersión y la sorpresa,[123] para evitar el fuego de su artillería.
4. No permanecer demasiado tiempo en la misma posición y abandonarla en cuanto sus adversarios ofrecieran excesiva resistencia. Incluso llegaban a lanzar tres granadas de mortero y marcharse antes de ver donde caían.[124]
5. Continuar la construcción de túneles, tanto en las llanuras como en colinas, para contar con un refugio relativamente seguro y poder «evaporarse» delante del enemigo.
6. Tener paciencia y perseverar por la convicción de que una sociedad industrializada no puede mantener por mucho tiempo una guerra costosa sin resultados exitosos más o menos inmediatos.[125]
7. Compartir todos las mismas condiciones de vida y hacerlos sentirse partes de una lucha común. Así los oficiales del EVN solían vivir en los mismos túneles que sus soldados, los miembros del politburó de Hanói solían adentrarse en la Ruta Ho Chi Minh para animar a los zapadores y a las Brigadas de Choque de las Juventudes especiales. Esto fue un logro, como testifica el diario de una vietnamita :[126]

Al andar sola en el bosque me di cuenta de lo vulnerable que era. Todo estaba muy tranquilo: no tenía a nadie delante ni detrás, estaba completamente sola en el sendero. Pero me sentía segura pues sabía que mis camaradas estaban cerca, que marchaban juntos hacia el frente
Duong Thi Xuan Quy

Así, la guerra de Vietnam se convirtió en una serie de larguísimos momentos de inactividad o de marcha, interrumpidos por algunos instantes de lucha sangrienta. Estas acciones tuvieron éxito dañando la moral estadounidense. Tanto el Mando de la Asesoría Militar en Vietnam, como los oficiales y soldados se sentía desmotivado por estas tácticas. Un miembro de las Fuerzas Especiales afirmó años después:

Me gustaba más en el 65 y 66. Entonces eras tú contra ellos. Ahora te sientas y esperas a que salten por los aires o lo hagas tú.

 Esa tensa espera destrozaba los nervios de los soldados y los enfurecía enormemente, por lo que más de la mitad terminaban drogadictos. El resultado era que la emboscada se convirtió en una obsesión y el evitarla la primera prioridad de los hombres, antes que las órdenes o la obediencia a sus oficiales. Esta, la diferencia de tácticas, fue otra causa que les costaría la derrota.
Si dura resultaba la campaña para los soldados, no lo era mucho menos para el Mando de la Asesoría Militar en Vietnam. El deseo de conseguir una batalla campal llegó a ser la particular obsesión del Pentágono, que organizaba operaciones con el fin de localizar el Cuartel General del FNLV o CGVC, ejército de Vietnam del Norte enviado al Sur. En su mente seguía fija la idea de que los guerrilleros defenderían aquella valiosa posesión con ahínco y, por tanto, tendrían una oportunidad para destruirlos. Pero por más operaciones que llevaron a cabo, el CGVC nunca apareció, suponiendo que el CGVC no fuera en realidad una oficina en Hanói. Nuevamente se hacía cierta la metáfora de Hồ Chí Minh de la lucha entre el tigre y el elefante. Esa metáfora encierra la esencia cruel y a veces atroz de aquella guerra, como suelen ser todas las guerras de guerrillas. Un miembro del FNLV lo explicó así:

Nuestros camaradas no sentían pena. Sabían que tenían que matar tantos estadounidenses como fuera posible. Se nos había dicho que masacráramos tantos soldados imperialistas como pudiésemos ya que, si ascendía el número de estadounidenses muertos, el pueblo estadounidense —al que no gustaba esta guerra— derrocaría a su gobierno.

Asimismo la cita contiene otra de las bazas que supo jugar el pueblo vietnamita: la utilización del terreno en su propio beneficio. En la jungla podían ocultarse sin ser vistos, ni siquiera con visores Starlight o de infrarrojos. Sabían utilizar las ventajas que ofrecía la hostil selva, algo que los estadounidenses no llegaron a comprender del todo, como demuestra el deseo de terminar con la vegetación con defoliantes o convertir el terreno en un cenagal baldío a base de bombas.

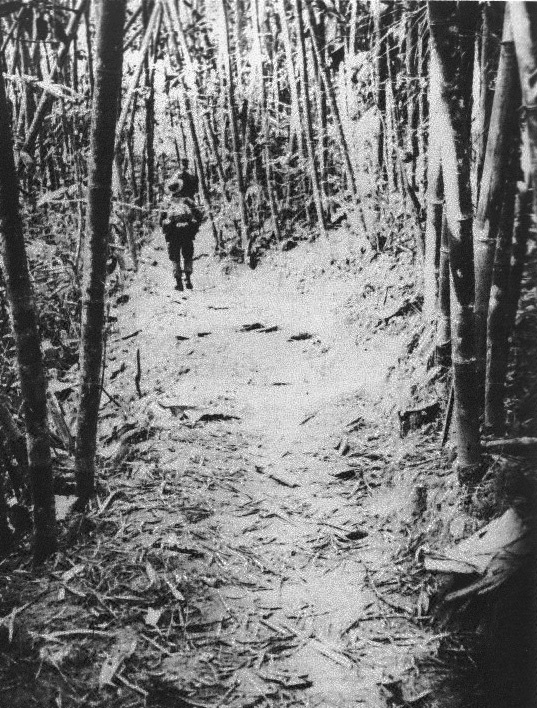
Tropas del EVN avanzando por un sendero de la Ruta Ho Chi Minh en su parte laosiana.

Puesto que la flota de Estados Unidos hacía imposible el abastecimiento por mar, desde 1966 Vietnam del Norte decidió reforzar, ampliar y utilizar profusamente la ruta que abrió en 1959. Pese a que se ha sobrevalorado su importancia, esta ruta constituyó una pieza clave en la victoria del Norte gracias a los suministros transportados por ella, como también por el acceso que proporcionó al EVN al interior de Vietnam del Sur. Nunca pudo ser cortada ni detenida totalmente, pese a utilizarse todo tipo de técnicas, desde los bombardeos masivos hasta el sembrado de sensores inteligentes que detectaban las vibraciones producidas al caminar por personas o su sudor; pero por los animales, la vegetación, el clima, los innumerables caminos y la perseverancia de los vietnamitas, todos los esfuerzos resultaron inútiles. Con el tiempo, la Ruta fue sembrándose de zonas donde descansar y reponerse, además de cultivar alimentos para aliviar la presión sobre las mercancías transportadas. Estos centros fueron objetivos de bombardeos, de ataques por parte de mercenarios contratados por la CIA e incluso de incursiones en Camboya y Laos (ver más adelante). Pero nuevamente volvieron a resultar inútiles. Con el avance de la Guerra, la Ruta Ho Chi Minh fue una de las piezas claves para poder lanzar la ofensiva del Tet, después la ofensiva de Pascua y por último la ofensiva de primavera, que terminó con Vietnam del Sur. Incluso sería la vía de infiltración para ocupar Laos años más tarde y convertirlo en un protectorado vietnamita de facto.

### 1968: el año en que la guerra cambió de rumbo
Pese a las bajas y las manifestaciones en contra, la sensación mayoritaria entre los estadounidenses era de ir por el buen camino. Existían informes de inteligencia anunciando una gran ofensiva comunista, pero dichos informes no eran lo suficientemente claros o fiables, ya el año anterior se había lanzado una gran operación, la Cedar Falls, a raíz de otra también gran operación de inteligencia, la Rendezvous, y no se consiguieron más contactos con el FNL de los habituales. Con estos antecedentes las acciones de 1968 fueron una sorpresa para prácticamente todos los militares, políticos y analistas estadounidenses y dieron al traste con todas las expectativas estadounidenses de ir ganando.

#### El sitio de Khe Sanh

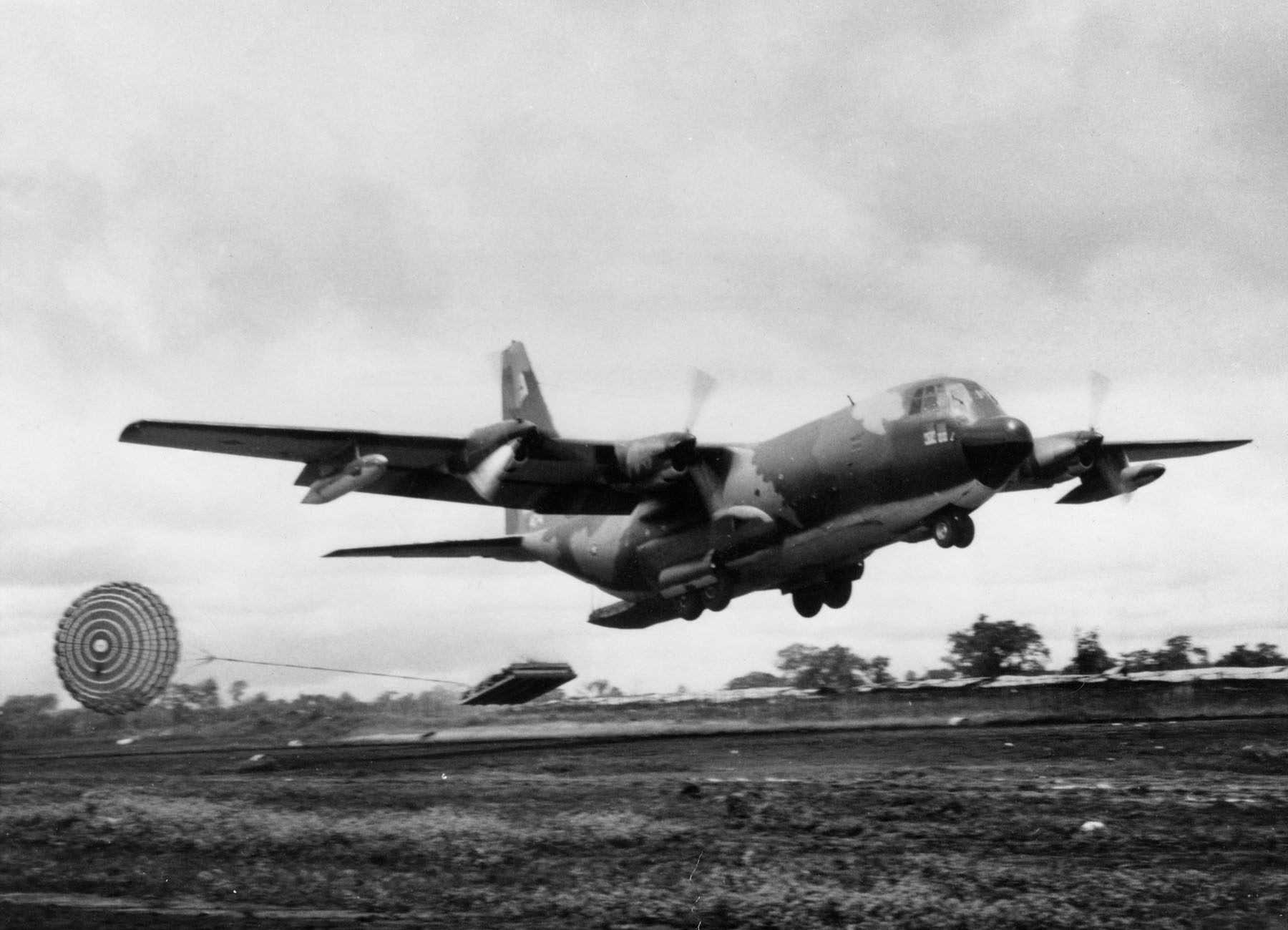
Un C-130 Hércules, abasteciendo Khe Sanh con el sistema de extracción por paracaídas.

El 21 de enero de 1968 dos divisiones del EVN y efectivos del FNLV comenzaron un fuerte bombardeo sobre la base de Khe Sanh, que permaneció sitiada durante 77 días. Pronto la prensa y el propio presidente Johnson realizaron paralelismos con Dien Bien Phu, la gran derrota francesa en Indochina. Los distintos informes negaban que las dos situaciones se pareciesen, pero el presidente se mostró muy preocupado ante la posibilidad de perder la Base y verse frente a una derrota de gran repercusión mediática.

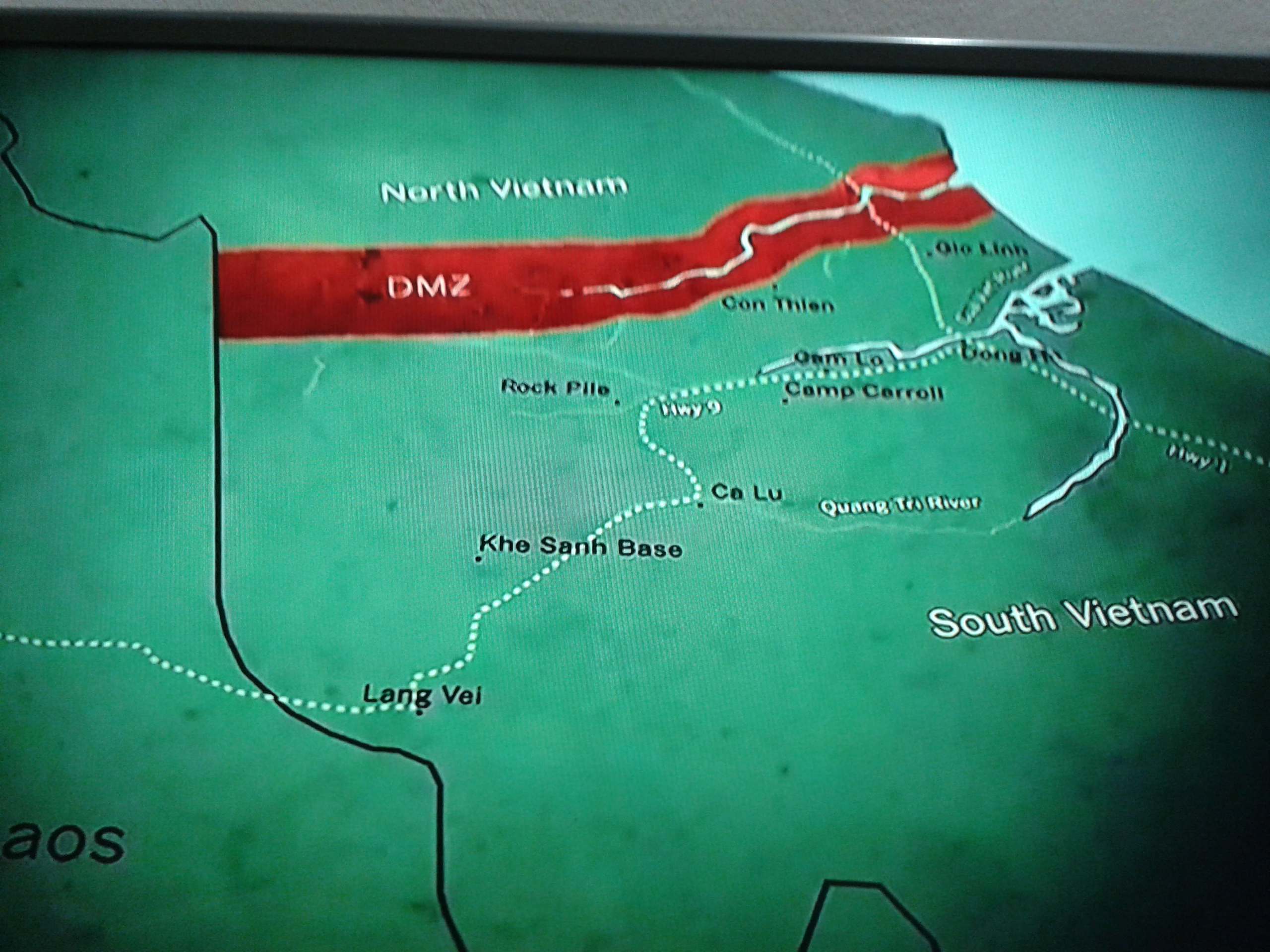
Posición de las bases estadounidenses, las rutas nacionales (Highway) 1 y 9, y la zona desmilitarizada

El Mando de la Asesoría Militar en Vietnam realizó un esfuerzo considerable por mantener la posesión en su poder. No dejó de mandar suministros, cuando los aterrizajes fueron imposibles, desarrollaron la salida de la carga con paracaídas, llevaron a cabo bombardeos masivos, socorrieron a los sitiados movilizando unos 30.000 efectivos por medio de operación como la Pegasus. Los marines tomaron las colinas que rodeaban las instalaciones para no repetir la experiencia francesa. Parecía que aquella lucha sería una de las pocas de gran envergadura que las mermadas fuerzas guerrilleras podían realizar tras casi 3 años de contienda.
El esfuerzo en mantener Khe Sanh fue tan grande que Westmoreland y su estado mayor decidieron abandonar la posición de Lang Vei a su suerte, aun cuando el EVN decidió utilizar por primera vez vehículos blindados. Los nueve Boinas Verdes y los cientos de montañeses no pudieron aguantar el ataque ante la inexistencia de refuerzos provenientes de Keh Sanh, siendo esta quizá la única batalla perdida por Estados Unidos en toda la contienda.
El sitio no terminó finalmente con una carga o un combate cuerpo a cuerpo; sino, según el oficial de marines Willian N. Dabney, con los atacantes calcinados por las bombas de napalm. Aun con todo el esfuerzo realizado, el 5 de julio la base se abandonó. La razón esgrimida fue: ya no resultaba necesaria tras haber retenido allí considerables tropas del EVN y el FNLV que, de otro modo, podría haber causado mucho daño. Por supuesto el abandono del lugar levantó críticas sobre la utilidad de desplazar tantos hombres y material para defender una posición innecesaria, esfuerzos que hubiesen sido útiles para disminuir los efectos de la ofensiva del Tet. Fuera como fuese, el sitio supuso una inversión del apoyo popular a la política de Johnson en el Sureste asiático.

#### La ofensiva del Tet

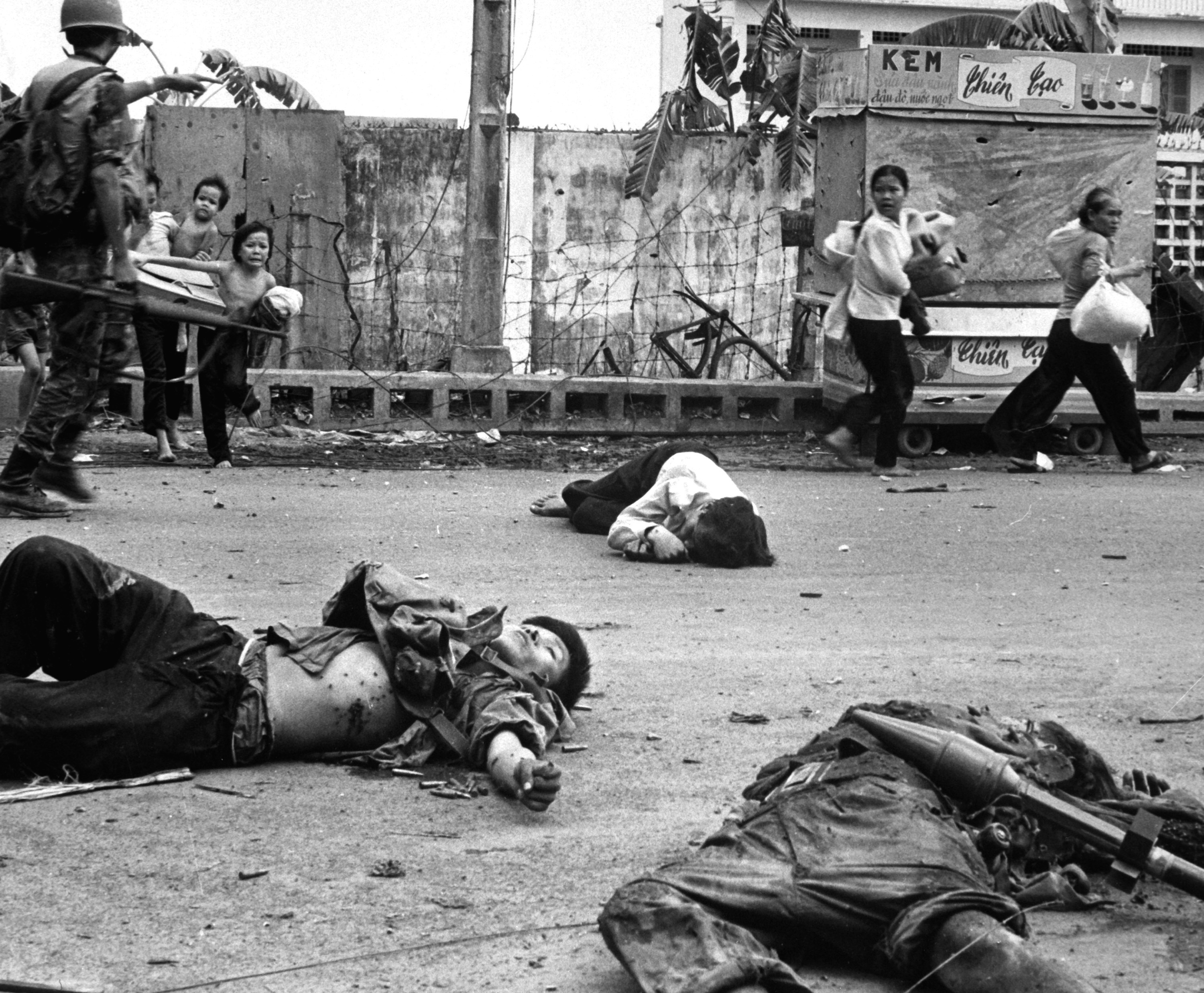
La ofensiva del Tet resultó muy dañina para las fuerzas del EVN y el FNLV por las pérdidas sufridas, como en la imagen tomada en mayo de 1968, pero lo fue mucho más para la moral de Estados Unidos.

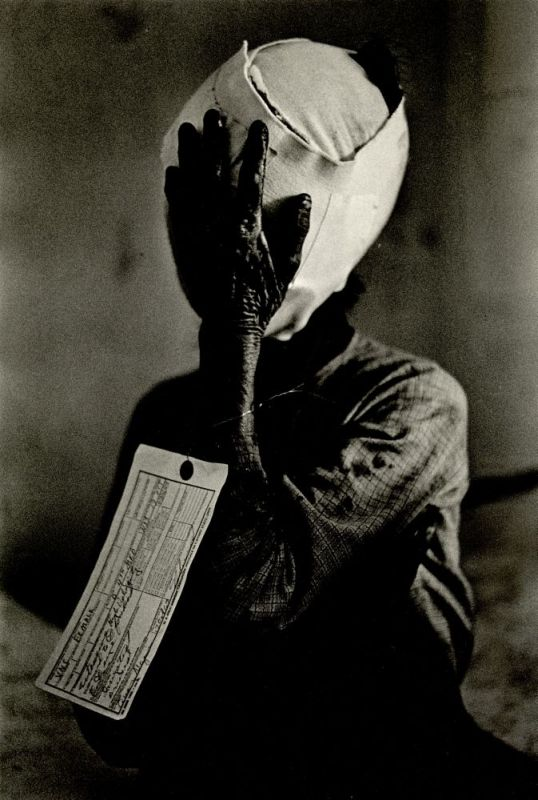
Mujer vendada con una etiqueta pegada a su brazo que dice «VNC Female» que significa «civil vietnamita», Vietnam, 1967. Jones Griffiths

A finales de enero de ese año, cuando se celebraba el año nuevo vietnamita —la festividad del Tet—, 38 de las 52 capitales provinciales de Vietnam del Sur fueron atacadas, y muchas prácticamente tomadas. Saigón estuvo en estado de sitio, la propia embajada de Estados Unidos fue asaltada por un comando suicida que casi llegó al interior del edificio y Hué, la antigua capital del Imperio vietnamita, cayó en poder de los rebeldes, tardando varios días en ser recuperada, tras lo cual se descubrió la llamada masacre de Hué con miles civiles asesinados sistemáticamente por los norvietnamitas.
La sorpresa fue total para los estadounidenses y para el ERVN, pese a los informes advirtiendo de la movilización. La inteligencia militar no pudo obtener información clara y concisa de lo que estaba pasando ni de lo que se avecinaba. Sin embargo la ofensiva también guardaba una pequeña sorpresa para el mando norvietnamita: los soldados del Sur resistieron el ataque con pocas deserciones y ganaron varias luchas encarnizadas.
Pronto la situación se invirtió. El poder aéreo barrió casi por completo a los guerrilleros del FNLV, unos 40.000 muertos según los estadounidenses, y pocos días después todo el territorio ganado por los guerrilleros era recuperado, habiendo perdido el EVN buena parte de los efectivos que tan penosamente consiguió llevar al Sur. La ofensiva del Tet volvía a ser un fracaso como también lo había sido 16 años antes. Pero peor resultó la situación para el FNLV. Pese a que lanzaron posteriormente la llamada «ofensiva del mini Tet», la mayoría de sus efectivos habían caído muertos o prisioneros debido a las órdenes emitidas por Giap de resistir en sus posiciones. Las guerrillas desaparecieron del campo en los años posteriores y poco después el Programa Phoenix se ocuparía de descabezar el mermado FLN, en ocasiones literalmente.
Mucho se ha discutido sobre si la orden de resistir dada por Giap al FNLV ante un enemigo mucho más poderoso fue un error o un plan preconcebido. Giap había perdido antes muchas batallas contra los franceses y tuvo problemas para conservar su puesto en el Viet Minh tras algunas derrotas, como la del Vinh Yen. Sin embargo, el politburó de Hanói siempre consideró al FNLV como un aliado poco cómodo, aunque solo fuese por el hecho de ser una fuerza potencialmente independiente con base en el Sur. Autores como Guerrero et al. (1988b, p. 356) han indicado la posibilidad de que fuesen órdenes dadas con el fin ulterior de inmolar dicha fuerza. Sin embargo, el hecho de perder a miles o decenas de miles de personas era una práctica ya practicada por Giap y Hồ Chí Minh desde la independencia, como asesinar a miles de «terratenientes» o provocar la huida de un millón de católicos. Así lo reconoció Giap con la frase autocrítica: «recurrimos al terror que se extendió en demasía», por lo que implícitamente se admitía un nivel de terror aceptable. El recurso de los asesinatos masivos se constató nuevamente tras recuperar Hué, donde descubrieron fosas con 3000 asesinatos perpetrados por el EVN con el fin de terminar con cualquier organización que no fuese la impuesta por ellos. Por lo tanto, no existe consenso sobre si la orden se debió a un plan para terminar con el FNLV o fue fruto del desinterés por la vida de sus hombres y la propia ineptitud de Giap en asuntos tácticos.

#### El derrumbe de la moral

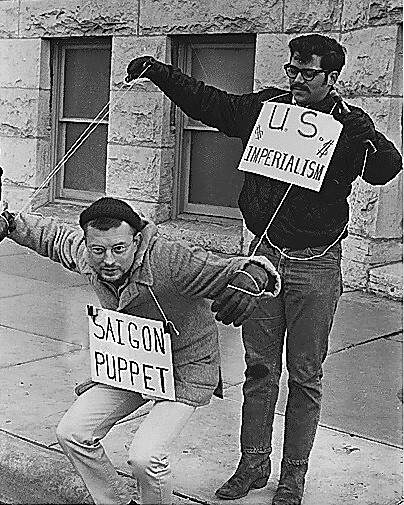
Aunque las manifestaciones en contra comenzaron casi desde el comienzo de la intervención, como muestra esta fotografía de 1967, de Wichita, Kansas, los movimientos contra la guerra de Vietnam tomaron fuerza en 1968.

Paradójicamente, una victoria militar como la del TET hizo ver a los estadounidenses que sus enemigos no solo podían dar un buen susto a sus soldados; sino que conservaban la capacidad de atacar cualquier lugar de Vietnam del Sur, incluso su embajada. ¿Habían resultado inútiles tantos bombardeos, tres años de lucha con abundantes muertos, la riada de millones enviados, y la multitud de manifestaciones y contra-manifestaciones?
De poco sirvieron los comunicados sobre el gran número de bajas infligidas al FNLV y al EVN, la resistencia que demostró el ERVN o los hallazgos de las Matanzas de Hué. Las manifestaciones de protesta se multiplicaron. Mucho más cuando en 1969 se hicieron públicos los sucesos acaecidos un año antes en el pueblo de My Lai, donde el ejército estadounidense pareció seguir el comportamiento de los nazis en Oradour-sur-Glane. Un acicate que dejaba a pocos indiferentes, especialmente al constatar que el sistema para medir el cumplimiento de los objetivos podía haber convertido al acto de My Lai en la punta del iceberg.
Pero si en Estados Unidos la población estaba dividida, en el sureste asiático la moral era muy baja, hasta el punto de que autores comoGuerrero et al. (1988b, p. 400) lo han denominado «El colapso de la moral» por motivos como:
- Los oficiales en ocasiones no sabían leer los mapas, ni guiar a sus hombres por la jungla o daban coordenadas erróneas a la artillería.
- Los soldados eran inexpertos en muchos casos por cumplir solo un año de servicio.
- Los oficiales de inteligencia quería conseguir puntos y ascensos enviando a la infantería para localizar posibles campamentos y posiciones enemigas, en lugar de informarlos sobre dichos campamentos y posiciones.
- Ante oficiales inexpertos con información deficiente, los reclutas no dudaban en matarlos o publicar recompensas por su cabeza en revistas clandestinas si los habían puesto en peligro.
- Casi la mitad de los estadounidenses consumían drogas.[142]
- Existían acusaciones de racismo. Pese a que la proporción de negros en las filas era casi la misma que en la sociedad, un 12% aproximadamente, los oficiales de dicha raza constituían un 2%, pero en las unidades de combate los afroestadounidenses superaban el 20%.

Para tratar de paliar esta situación, Estados Unidos impulsó algunas iniciativas con el objetivo de subir los ánimos de los militares, como proveerlos de cerveza, periódicos y paquetes procedentes de sus hogares , darles semanas libres en distintos destinos de Asia  o llevar artistas musicales y humoristas populares en la época. Estas acciones resultaron infructuosas y Lyndon Johnson acabaría relevando a Westmoreland y ordenando los primeros planes de retirada.

## Nixon decide cambiar el rumbo
Según Massot, V. (2015), ya en enero de 1969, tanto Nixon como Henry Kissinger (quien sería su principal negociador en el Sudeste Asiático) estaban convencidos de que necesitaban un plan no solo para retirar las tropas de Vietnam, sino también para poner fin a la guerra, de modo tal que Vietnam del Sur fuera preservado. El autor señala el doble reto que representaba para el gobierno de Estados Unidos, por un lado retirarse sin parecer, ante el mundo, perdedores, y por otro seguir honrando el compromiso de asistir a Vietnam del Sur. Se discute si fue tras la Ofensiva del TET en 1968 (en tiempos del presidente Johnson) que se decidió el progresivo abandono del conflicto, o si esta decisión se tomó unos meses después, tras la batalla de la Colina de la Hamburguesa. Lo que indudablemente sí sucedió fue la percepción de no contar ya con la opinión pública. 

### La Vietnamización
Pese a que este término y esta idea ya la había planteado el presidente John Fitzgerald Kennedy a principios de los años 1960, no fue hasta tiempos de Nixon cuando comenzó a llevarse a la práctica, por el analista Henry Kissinger. La Vietnamización perseguía fortalecer y preparar al ERVN, para luego traspasarle la responsabilidad de defender el territorio del Sur; a su vez pudiendo retirarse la totalidad de las tropas de Estados Unidos. Al mismo tiempo debía crear un contexto para desahogar al régimen del presidente Thieu del acoso constante al que le sometían el FNLV y el EVN. Esto se realizó dando instrucción a los vietnamitas y «entregando ingentes cantidades de armas al ejército de Nguyen van Thieu». Además, la Vietnamización supondría para Washington y Saigón una posición más fuerte de cara a unas futuras negociaciones con los comunistas, ya iniciadas en secreto por Kissinger en París durante febrero de 1969.

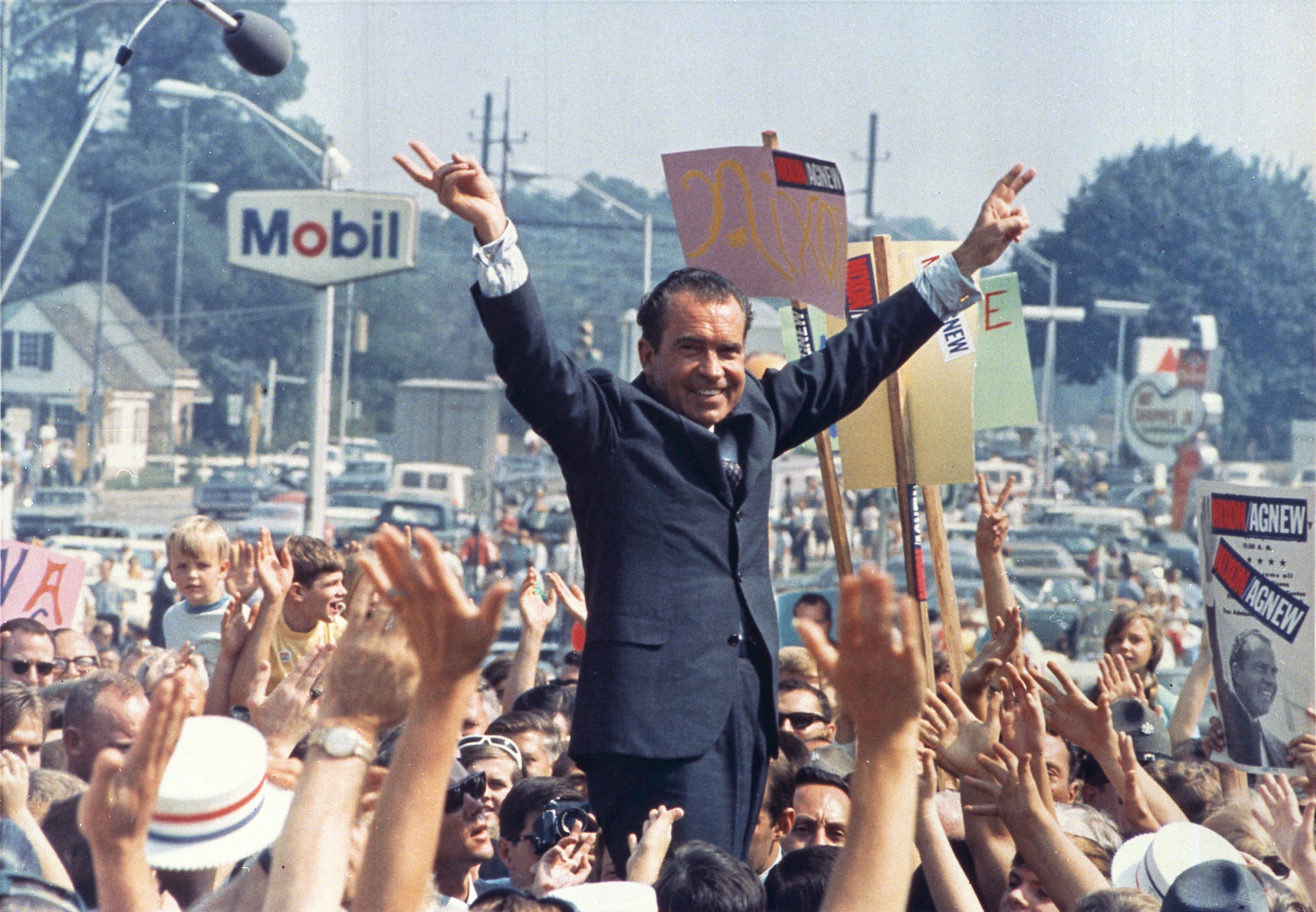
Nixon realizó la vietnamización del Conflicto pero fue implacable con los bombardeos y la extensión de la guerra. Imagen de un acto de la campaña presidencial de 1968.

Pese a todo, los envíos de tropas continuaron y en 1969 Estados Unidos llevó al número de militares enviados a más de 500.000; pero para entonces el presidente ya sabía que aquella guerra le había costado la reelección y anunció su abandono de la política.
En enero de 1969, Richard Nixon había sido elegido nuevo presidente de Estados Unidos. Los ejes sobre los que basaría su política vietnamita serían:
- Retirada progresiva de tropas.
- Mantener el apoyo financiero al gobierno de Vietnam del Sur.
- Conseguir una paz con honor, llevando a Vietnam del Norte y al FNLV a la mesa de negociaciones a base de bombas, si fuese preciso.[146]
- No extender los bombardeos y las acciones bélicas a ningún otro país.

El segundo punto del proyecto lo fue cumpliendo progresivamente. No se puede decir lo mismo de los demás. Este hecho, el prometer una cosa dentro de un tema de capital importancia, hacer exactamente lo contrario y volver a ganar las elecciones, ha quedado como ejemplo en muchos estadounidenses de cómo un gran «vendedor de autos» puede arrastrar a todo un pueblo. También prueba la determinación de Nixon para no ser el primer presidente de Estados Unidos en perder una guerra, incluso con bombardeos superiores a los de la Segunda Guerra Mundial.
Un problema recurrente fue la recopilación de abundante información sobre la organización y disposición de las fuerzas enemigas. Hacia 1969 la CIA, cuyos agentes llevaban mucho tiempo insistiendo en que aquella guerra no podía ganarse por medios convencionales, ya tenía depurado su Programa Phoenix que había comenzado en 1967. Dicho programa pretendía terminar con sus enemigos de una manera más selectiva que con bombardeos y explosivo de alto poder. Pero, pese a los esfuerzos de varios mandos y oficiales, el Programa Phoenix terminaría siendo más terrorismo de Estado que una fuente de información fidedigna, pues los agentes de la CIA tuvieron poco menos que carta blanca para matar a cualquier persona considerada miembro del FNLV.

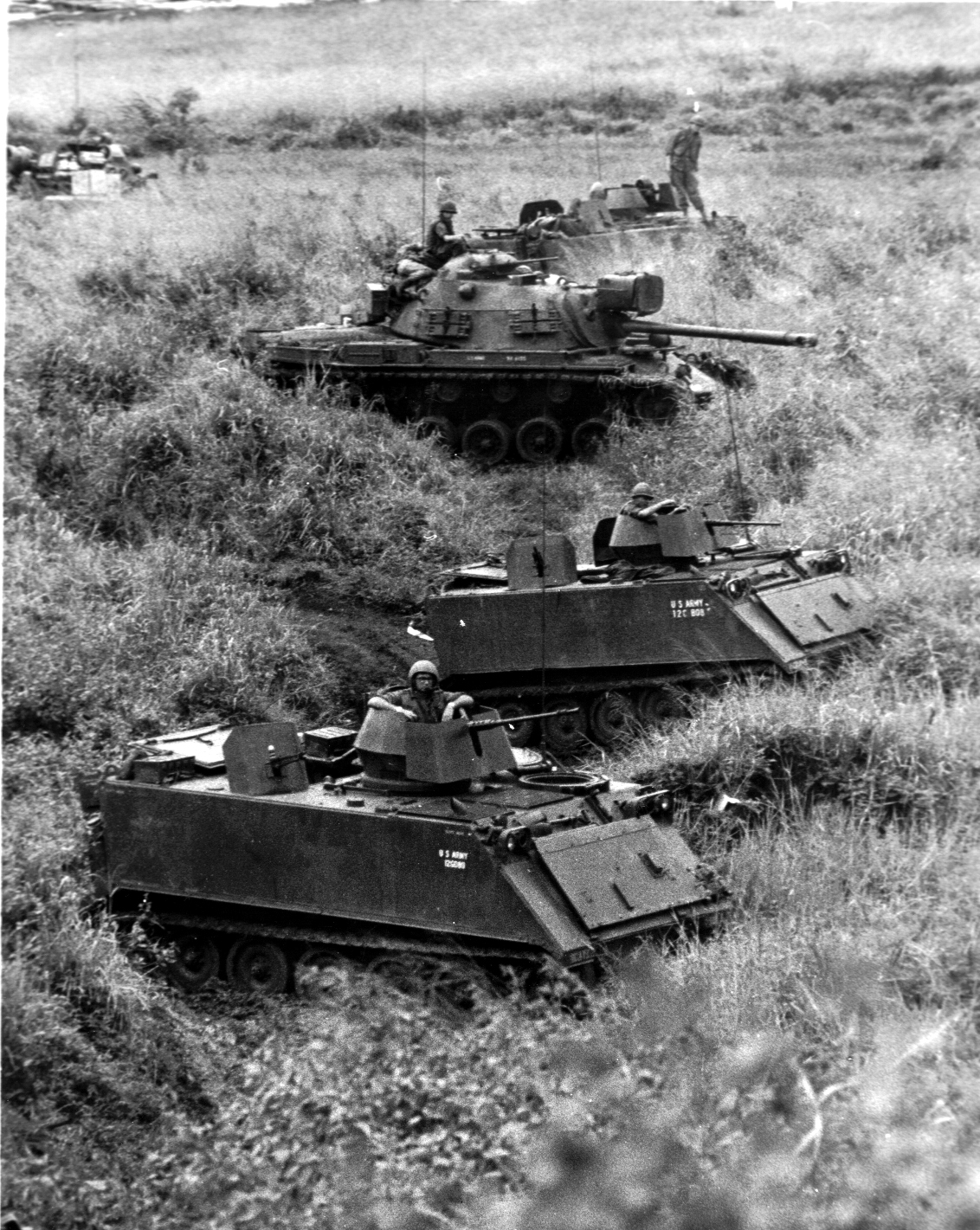
En Camboya los estadounidenses esperaban encontrar el Cuartel General del enemigo y su ansiada batalla campal, donde poder utilizar todo su poderío residente en unidades como estos blindados estacionados en Vietnam en posición de defensa.

Mientras, el Ejército de los Estados Unidos llevaba a cientos de oficiales del ERNV a cursos de instrucción para mandos, pilotos y personal de mantenimiento del costoso material que les regalaría. Con todo, su incipiente Fuerza Aérea se colocó en la cuarta más grande de Asia. Pero los progresos resultaron muy lentos y se veían entorpecidos por la corrupción crónica o la selección de mandos según los compromisos de los dirigentes políticos, no por sus cualidades militares. En esta misma línea los oficiales estadounidenses comenzaron a ver que regalarles helicópteros y sustituirlos cuando fueran derribados no conducía a nada, si los pilotos continuaban teniendo una capacitación mediocre a lo sumo. Pese a todos estos fallos, la retirada de tropas comenzó en 1970, empezando por el personal de infantería para terminar con los pilotos de los que siempre estaba necesitado el ERVN.
Al mismo tiempo un problema más estaba creciendo. Los dos neutrales vecinos de Vietnam del Sur, Laos y Camboya, se mostraban incapaces de contener la agresión de sus guerrilleros comunistas ni cortar la Ruta Ho Chi Minh. Si Estados Unidos pretendía que su aliado pudiera sobrevivir a una guerra con el Norte debía cortar esa vía de infiltración y, de paso, terminar con el Cuartel del ejército norvietnamita o del FNLV ubicado en Camboya, según suposiciones de la inteligencia estadounidense.
En marzo de 1969 Richard Nixon inició una campaña de bombardeos secretos sobre Laos y Camboya. Con el nombre en código de Operación Menú, la Fuerza Aérea atacó los dos países con el máximo secreto. Los pilotos debían despegar, ir a una posición determinada y esperar órdenes. Una vez allí los controladores les daban las coordenadas que debían atacar. A la vuelta, los mismos controladores deberían destruir todo documento sobre estas incursiones en territorio neutral. Pese a todas las precauciones, en menos de un mes The New York Times ya publicaba noticias sobre estos ataques, filtradas por miembros de la Fuerza Aérea disconformes con estas operaciones. Laos fue la nación más bombardeada de la Tierra, con más de 2.500.000 bombas de todo tipo. Estos bombardeos perseguían cortar la Ruta Ho Chi Minh, pero también demostrar a Vietnam del Norte que la nueva presidencia estaba dispuesta a todo con tal de terminar con aquella guerra, incluso la opción nuclear. Pero los vietnamitas del Norte no se amedrentaron. Según muchos estudiosos, los bombardeos de la Operación Menú y los de la posterior Freedom Deal colocaron a la población camboyana en contra de su gobierno, aliado de los Estados Unidos.

### La invasión de Camboya

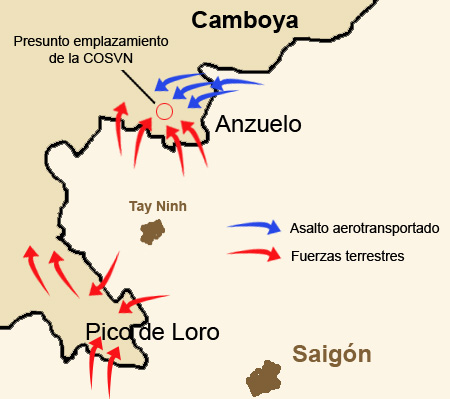
Las invasiones de Camboya de 1970. Mapa ilustrando las líneas del ataque estadounidense combinado.

El 18 de marzo de 1970, el ministro proestadounidense Lon Nol derrocó al regente de Camboya, el príncipe Norodom Sihanouk. Lon Nol quería expulsar a los Jemeres Rojos y a las fuerzas norvietnamitas aliadas con ellos. Después de su caída, Sihanouk decidió apoyar a los Jemeres Rojos. Sus filas crecieron de 6.000 a 50.000 combatientes. El 29 de marzo de 1970, a petición de los Jemeres Rojos, Vietnam del Norte lanzó una ofensiva contra el ejército camboyano. Rápidamente invadieron gran parte del este de Camboya y entregaron las áreas recién conquistadas a los Jemeres Rojos.
El 14 de abril de 1970, el ERVN realizó una primera incursión en territorio camboyano y el 29 de abril el teniente general Do Cao Tri lanzó a sus 12.000 hombres sobre el Pico de Loro (véase mapa). Pero sería el 1° de mayo cuando el general Robert Shoemaker ordenó a los oficiales destacados en la frontera con Camboya avanzar sobre el Pico de Loro y el Anzuelo. Algunos soldados aceptaron con resignación participar en estas incursiones, pero la mayoría vio con regocijo el poder golpear el santuario del FNLV y vengar todos los muertos que habían llegado flotando por el río Mekong.
La incursión estuvo precedida de grandes bombardeos que causaron muchos muertos entre los campesinos, lo que a la larga fue terrible para el gobierno pro-occidental de Camboya. Nixon era consciente de las repercusiones que traerían aquellas acciones; pero, como él mismo había declarado, prefería perder la reelección a ser el primer presidente en perder una guerra.
Las acciones en El Anzuelo encontraron alguna resistencia del EVN que, como era la costumbre, desaparecía en la selva tras un breve tiroteo. Ni siquiera en el pueblo de Snuol hubo amago de oponerse a la potencia de fuego desplegada por los M60 Patton. Pronto los emplazamientos de artillería del EVN fueron capturados y se enviaron cien M551 Sheridan que sí encontraron resistencia; pero la vencieron pronto. Saquearon el poblado, interrogaron a los campesinos y finalmente lo arrasaron. En esos interrogatorios los camboyanos informaron que había toda una ciudad guerrillera en la jungla. Poco después un helicóptero Loach avistó una casa bien camuflada y comenzó el bombardeo de artillería y aviación. Cuando los infantes pudieron entrar en lo que ellos mismos llamaron «La Ciudad», encontraron 400 cabañas de paja y 180 escondites con suministros médicos, alimentos y ropa, además de 480 fusiles y 120.000 cartuchos.
El 30 de junio, todos los soldados volvieron a sus bases, dejando graves pérdidas a la 9.ª División vietnamita, encargada de la defensa en retaguardia. Por el otro bando se contabilizaron 354 estadounidenses muertos y 1.689 heridos. El ERVN dijo haber perdido 866 hombres y tener 3.274 heridos. El presidente anunció la muerte de 11.349 enemigos y la captura de suficientes suministros y armas para cubrir las necesidades de todo un año, aunque la propia CIA calificó ese recuento de altamente sospechoso. Para Nixon era como un regalo de Navidad y ordenó el envío de 31 000 soldados más a Camboya para destruir todo lo que no se pudiera transportar. Sin embargo, el famoso cuartel del EVN para Vietnam del Sur (el COSVN) no apareció y sí fuertes manifestaciones en Estados Unidos, siendo la de Kent State la más dura de todas..
Pese a lo que los acontecimientos demostraron después, en 1972 y 1973 la derrota del Sur no estaba clara para ninguna de las dos partes. Por un lado combatían ya solos, pero por el otro recuperaban territorio y los Estados Unidos les había entregado 2500 millones de dólares en armas y municiones, suficiente para resistir varios años. Tampoco las circunstancias internacionales se lo ponían fáciles a ninguno de los dos bandos. Pese al generoso arsenal que habían dejado los estadounidenses, su salida de la guerra redujo en dos ocasiones consecutivas las ayudas económicas al régimen de Saigón, primero Nixon las bajó a 1000 millones de dólares anuales y, tras dimitir en agosto de 1974, el Congreso las dejó en 700 millones. Este recorte aumentó aún más en 1975, lo que obligó a dejar en tierra 200 aviones, la mitad de la Fuerza Aérea survietnamita.
La crisis del petróleo incrementó el precio de los alimentos y otros productos de primera necesidad en todo el Sur, obligando a muchos soldados a realizar trabajos extras fuera de las filas o a dejar su puesto para poder ganar el sustento de su familia. En cualquier caso supuso una merma de tiempo para entrenamiento y operaciones.
En el Norte las cosas no marchaban mucho mejor. La política de acercamiento a China emprendida por Estados Unidos, la famosa Diplomacia del Ping Pong de 1971 con la visita del propio Nixon a Pekín al año siguiente, hacía pensar en una disminución de la ayuda militar del gigante asiático a Vietnam del Norte. La URSS también bajó los fondos para el armamento regalado. Debía preocuparse de otros temas como la seguridad de su frontera con China, en la que llegaron a darse enfrentamientos esporádicos.

### Las operaciones Linebacker: los bombardeos sobre el Norte durante las negociaciones

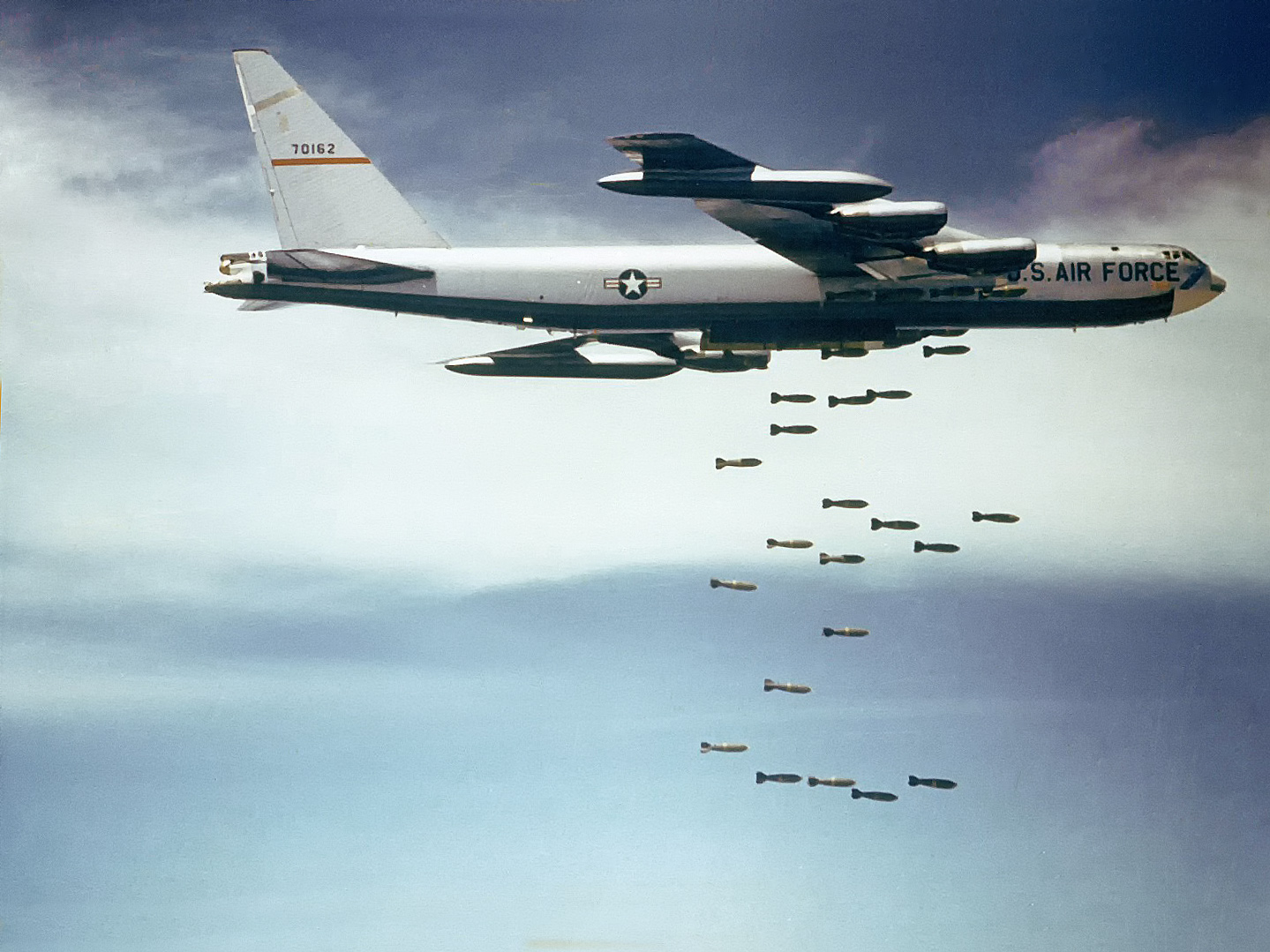
Nixon ordenó la mayor campaña de bombardeos de la guerra; pero los resultados fueron pírricos.

Nixon se mostró implacable con los bombardeos para obligar a los norvietnamitas a sentarse a la mesa de París cada vez que abandonaban la negociación. Se negociaron todos los detalles para que pareciera una paz honrosa, mientras continuaban los bombardeos y los combates.
El 8 de mayo de 1972 Richard Nixon suspendió las negociaciones de París por los continuos ataques del EVN y ordenó la Operación Linebacker con el fin de minar los puertos, destruir objetivos militares, vías férreas, instalaciones petrolíferas, aeródromos y los muelles de todo Vietnam del Norte. En esta ocasión los Phantom y los B-52 iban equipados con bombas inteligentes guiadas por láser, que tan famosas se harían en conflictos posteriores, y afirmaban atacar únicamente blancos militares o económicos, nunca zonas habitadas por civiles. De esta forma, decían ellos, la ferocidad de las bombas se vería compensada con su precisión. Esta vez se lanzaron 155 548 toneladas de bombas en 41 000 misiones. Las fábricas fueron casi destruidas por completo, lo mismo que las vías férreas, incluido el famoso puente de Thanh Hoa, las ciudades aún intactas de Hanói y Haiphong tampoco se salvaron. Sin embargo los vietnamitas lo veían de una forma muy diferente, como comentaba un miembro de su comunidad:

Los estadounidenses dicen que bombardeaban objetivos militares o económicos y declararon que nosotros nos colocábamos junto a nuestras escuelas y hospitales. Solo son excusas para la terrible cantidad de víctimas que ocasionaron entre la población civil. Las escuelas y hospitales fueron construidas en tiempos de los franceses, antes de las hostilidades, y nosotros no éramos tan estúpidos como para atraer el fuego sobre nuestros hijos y nuestros enfermos colocando objetivos potenciales junto a ellos. Su definición de «bombas de precisión» no puede mantenerse a la vista de vecindades enteras destruidas, como la zona densamente poblada de Kham Thien, o el hospital de Bac Mai, de 1000 camas, ambos destruidos por bombas.

El presidente tenía muy presente que la Operación Rolling Thunder había desgastado mucho a su antecesor y una campaña mucho más dura haría lo mismo con él; pero era un hombre enérgico y no dudó en ordenar la salida de los B-52. Según las fuentes occidentales los bombardeos no perseguían solo llevar a Vietnam del Norte de nuevo a la mesa de negociaciones, sino demostrar a Vietnam del Sur que les seguirían apoyando pese a retirar sus soldados. Desde el punto de vista estadounidense las operaciones Linebacker menguaron la moral vietnamita y el gobierno de Hanói comenzó a pensar en volver a negociar. Ciertamente la situación en la que los aviones estadounidenses colocaron al pueblo vietnamita fue muy dura, un vietnamita relataba:

La sirena sonaba en ocasiones hasta 20 veces al día. Las incursiones continuaban de noche, obligándonos a salir de la cama en medio del frío invernal y meternos en los húmedos refugios.

El 23 de octubre los bombardeos cesaron y se retomaron las negociaciones. Cuando los norvietnamitas volvieron a sentarse, Nixon lo presentó como una victoria; pero lo cierto es que Hanói no cambió sustancialmente sus exigencias que obligaban al Sur, entre otras cosas, a no poder reconquistar territorio ni les exigía a ellos abandonar lo tomado. Pese a ello, unos meses después, los representantes de Vietnam del Norte se retiraron nuevamente. Por aquellas fechas habían recibido de la URSS misiles SAM (acrónimo en inglés de Surface-to-Air Missile, superficie-aire) y confiaban en presentar resistencia a los nuevos ataques. Nixon reanudó los bombardeos, la conocida extraoficialmente como Operación Linebacker II. Entre el 18 y el 29 de diciembre de 1972 cayeron 20.370 toneladas de bombas, matando a 1000 personas, deteniendo las comunicaciones internas, dañando la red eléctrica y terminando con la totalidad de la fuerza aérea norvietnamita. Solo se detuvieron el día de Navidad. Con todo, el precio fue alto para la USAF. Los norvietnamitas derribaron 26 aviones, quince de ellos B-52, y capturaron a varios pilotos, lo que aumentaba algo su margen de negociación en París porque la opinión pública estadounidenses siempre se mostró muy preocupada por el paradero de los pilotos desaparecidos en combate. Para Nixon se habían logrado casi todos los objetivos, para muchos vietnamitas la conclusión fue otra:

El 30 de diciembre Nixon suspendió los bombardeos y nueve días después, se reanudaron las conversaciones en París. Le Duc Tho, nuestro negociador jefe, no se apartó de la posición que había mantenido antes de los bombardeos. No se aceptaron los cambios estadounidenses. Nixon se derrumbó y se firmaron los Acuerdos de Paz entre Vietnam del Norte y Estados Unidos el 27 de enero, en gran parte en los mismos términos planteados en octubre anterior. La voluntad de hierro de nuestro pueblo y su creencia en el destino había dado sus frutos. Habíamos sobrevivido al poder de Estados Unidos.

### El alto el fuego de París

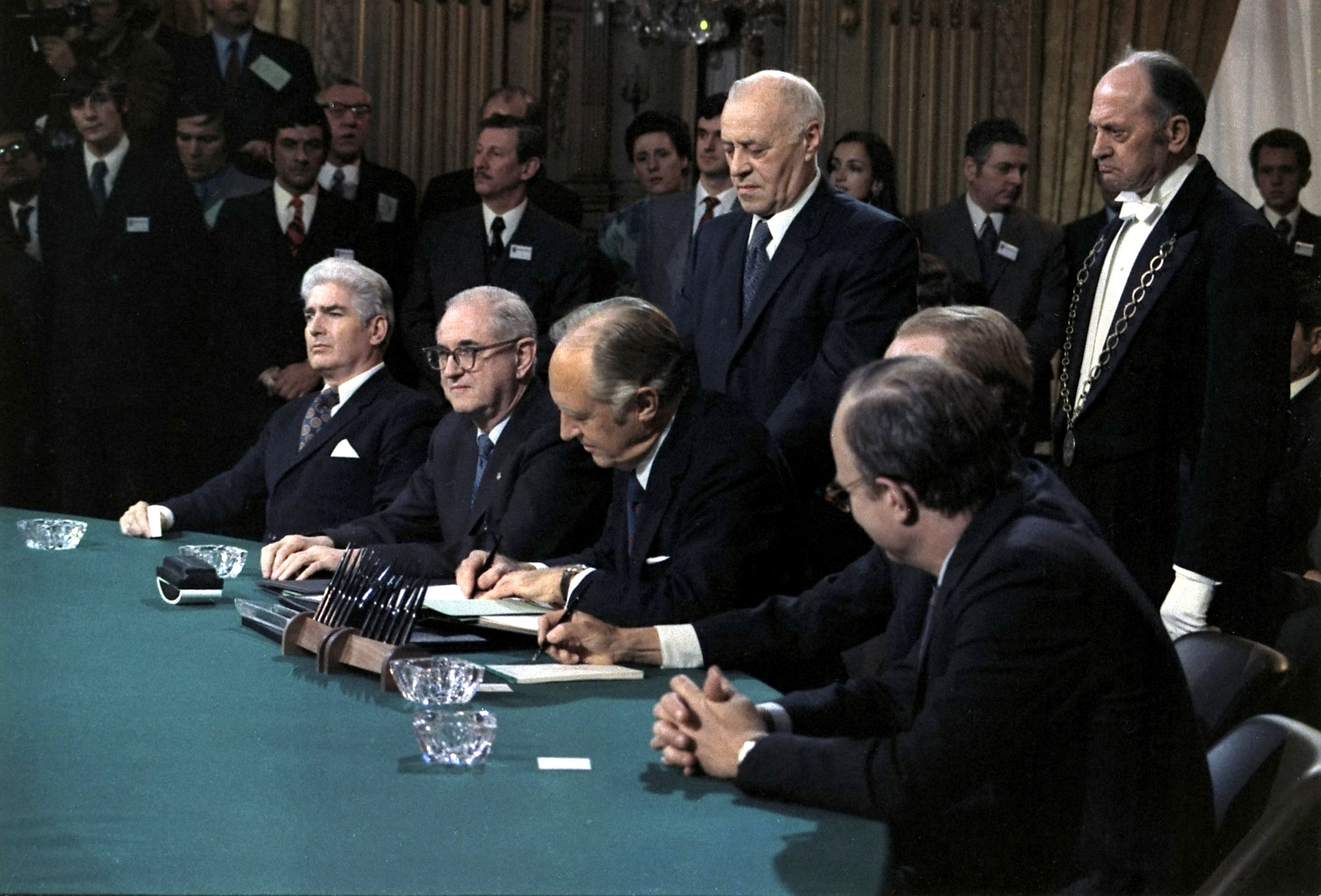
En París se hicieron muchos esfuerzos por demostrar que ninguna parte había perdido la guerra. En la imagen, varios representantes firmando el acuerdo de paz el 27 de enero de 1973.

El 27 de enero de 1973 la delegación de Vietnam del Sur, la norvietnamita, la estadounidense y la del Gobierno Provisional de la República de Vietnam del Sur (el FNLV o Vietcong) firmaron los Acuerdos de paz de París. El documento se componía de 23 artículos con las misiones de cada bando. Fue arduamente preparado hasta en los más mínimos detalles. Lo firmado suponía:
- Implantación del alto el fuego.
- El Norte podía mantener 150.000 soldados en el Sur.[164]
- La retirada de los estadounidenses en 60 días.
- La celebración de elecciones en el Sur.
- El intercambio de prisioneros.
- Desminado de los puertos del Norte.

Estos acuerdos daban a Estados Unidos un respiro. Con el final de su participación en la Guerra ahorraba unos 8100 millones de dólares y una gran tensión interna. Sin embargo para Vietnam, tanto del Norte como del Sur, no era más que una pausa en la lucha. Una survietnamita comentó en Saigón:

La que ha terminado es la guerra de los estadounidenses, pero la nuestra sigue y nadie sabe ni cuándo ni cómo terminará.

Por su parte, el gobierno de Saigón anunció que no permitiría elecciones en su territorio y acogió la noticia con indiferencia, convencido de afrontar un ataque del Norte. Estados Unidos había prometido continuar ayudándolo económicamente, ya que, si el gobierno del presidente Thieu continuaba siendo asistido de esa forma, el equilibrio en Vietnam del Sur podía mantenerse. Con ello contaba el gobierno de Nixon, al momento de firmar los acuerdos de paz en 1973 pero dicha promesa quedó en poco menos que papel mojado tras su dimisión por el caso Watergate.
Respecto a esto, Massot V. (2015) señala que los opositores de Nixon deseaban, sin importarle el costo, salir del problema que representaba la guerra de Vietnam. Por ese motivo, de nada sirvieron las advertencias sobre el riesgo de jar literalmente dejar solo en lo económico y militar a Vietnam del Sur o de honrar el sacrificio de 50.000 estadounidenses ya caídos en el conflicto. En ese sentido, acompañando la idea de salir de la guerra, fueron muy importantes los medios periodísticos y televisivos, así como buena parte de la opinión pública, reflejada en los movimientos de protesta. Con esto, se cortaba toda posibilidad de que sucediera lo que alguna vez el presidente Nixon y su asesor Kissinger habían planeado (salir del conflicto pero garantizando la continuidad del régimen de Vietnam del Sur). Reforzando esta visión, en junio de 1973, aun estando en la presidencia Richard Nixon, el Senado le había prohibido el uso de la fuerza militar en Indochina. 

## Vietnam del Sur en la fase final (1974-75)
Pese a que la victoria no se veía a corto plazo y a que los hombres de Giap no podían emprender una gran ofensiva tras las pérdidas cosechadas en la de Pascua, sí había indicios de que lo tomado en dicha ofensiva, y fijado en los Acuerdos de Paz de París, constituía una base sólida para el ataque final porque:
- A finales de 1974, Hanói había aumentado sus combatientes de 150 000 a 300 000.
- Disponía una red de carreteras desde la provincia de Quang Tri hasta el Mekong, todo en Vietnam del Sur, para permitir la marcha de hombres y máquinas.
- El aeródromo de Khe Sanh estaba nuevamente operativo y en su poder.
- El oleoducto hasta Loc Ninh quedó abierto para mandar combustible hacia el Sur.
- La Ruta Ho Chi Minh, libre ya de bombardeos, era transitada por todo tipo de vehículos.

### Hanói se prepara

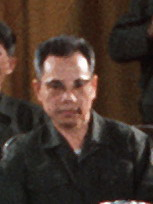
El general Tran Van Tra cerebro de la operación que terminó derrotando al Sur.

El gobierno de Vietnam del Norte había accedido a los Acuerdos de 1973 para librarse de Estados Unidos y a la vez, muy desgastadas sus fuerzas, para prepararse para el asalto final a Vietnam del Sur que era solamente defendido por las fuerzas locales, ya sin ayuda de ningún tipo por parte de Estados Unidos y de otros aliadosya que el nuevo gobierno de Gerald Ford deseaba olvidar la guerra cuanto antes, igual que muchos estadounidenses.
Lo que trataba de conseguir Vietnam del Norte era una posición más fuerte hasta recuperarse para la campaña final. Sin embargo, el general norvietnamita Tran Van Tra pedía una gran acometida. Él insistía en que se podía conseguir una victoria rápida partiendo de las Tierras Altas Centrales para tomar la ciudad de Pleiku y después cortar su conexión con Ban Me Thuot, algo parecido a lo intentado en 1965. En un principio se aplazó la petición, pero finalmente Hanói decidió comenzar la ofensiva, y el general Van Tieng Dung fue enviado al Sur para preparar todas las actuaciones. Así, a principio de 1974 son atacadas las zonas de Quang Nam y Quang Ngai, en mayo se registraron intensos combates en Ben Cat y en la primavera de 1974 el EVN había recuperado lo perdido en el delta del Mekong; pero Thuong Duc fue reconquistada por el ERVN.
El 1° de marzo de 1975, el EVN cortó los enclaves terrestres con Ban Me Thuot,y la ciudad cayó el 13 de ese mismo mes. El ataque hizo tomar al presidente Thieu dos de tantas decisiones equivocadas, pero que en aquellos momentos resultaron extraordinariamente trágicas:
- Sacar a sus fuerzas de Pleiku y Kontum para concentrarlas en la ciudad que terminaba de caer.
- Abandonar la Zona Desmilitarizada, replegando todos los efectivos junto a los de la ciudad de Quang Tri hacia Hué y Da Nang.

La retirada se convirtió en una desbandada. La presión del ejército enemigo, el pánico de los civiles que huyeron aterrados y la ineptitud del mando ante quizá la operación más difícil que se le pueden pedir a un oficial, minaron por completo la cohesión y espíritu de lucha de los soldados. Estos huyeron entre la multitud que bajaba despavorida en lugar de defender las ciudades citadas. En un intento de evitar una derrota catastrófica, el presidente del Sur decretó en marzo la movilización general para tratar de contener la ofensiva que muy pocos veían remediable. El esfuerzo resultó inútil, Hué cayó el 25 de marzo y Da Nang el 30, perdiendo dos de las mejores unidades del Sur, la División de Infantería de Marina y la 1.ª División. Las Tierras Altas Centrales cayeron en poder del Norte dos días después tras cundir el pánico en ellas.
Como reconoció posteriormente el general Van Tieng Dung, aquel fue un golpe de suerte con el que no contaban. Ante estas noticias, Le Duc Tho y los militares a las órdenes de Giap enviaron sendos cables aprobando la movilización solicitada por Dung. Finalmente se optó por atacar la región de Tay Nguyen al tener el Sur solo dos divisiones diseminadas; pero ni siquiera estas ofrecieron gran resistencia. Todo el país era un caos.
Al gobierno de Saigón solo le quedaba jugar la carta de luchar en las provincias del sur, las más ricas, a la espera del monzón que detuviera o ralentizara todo. De aguantar hasta las lluvias Saigón ganaría tiempo para conseguir apoyo aéreo estadounidense; pero en esta ocasión solo lograron buenas palabras, mientras el FNLV organizaba un Gobierno Revolucionario Provisional.

### La Ofensiva de primavera y la rendición incondicional

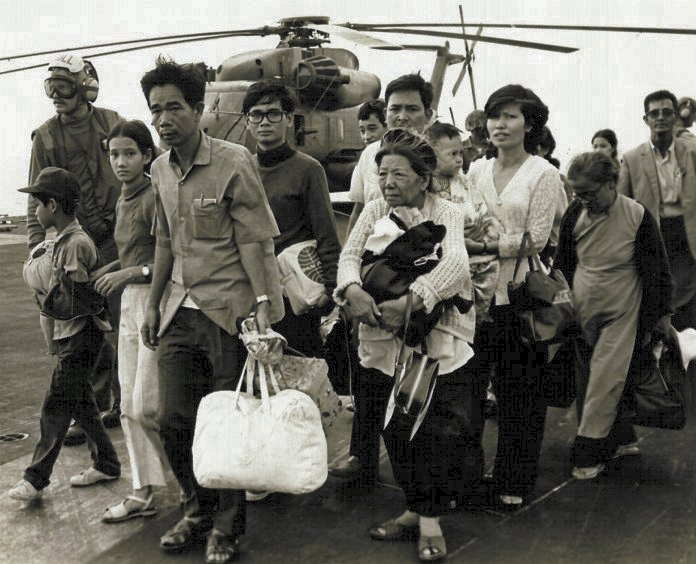
En 1975, a los refugiados ya no les quedaban sitios a donde ir. En la imagen, evacuados survietnamitas atravesando la cubierta de un navío estadounidense durante la Operación Frequent Wind en abril de 1975, para su posterior transferencia hacia Filipinas o la base de Camp Pendleton, California.

Aquel desmoronamiento en la parte norte del país y en las Tierras Altas Centrales cambió la percepción de Hanói sobre una victoria para 1976. También lo cambió para Saigón, que trató de entablar negociaciones con los comunistas. Estos exigieron y consiguieron la desaparición de Thieu de la escena política, dejó el poder el 21 de abril siendo sustituido por el general Duong Van Minh. A finales de marzo, el Buró Político se reunió nuevamente y decidió lanzar la Ofensiva de primavera, llamada por ellos Campaña Ho Chi Minh. Dung recordó el discurso lanzado tras la reunión:

Nuestra ofensiva estratégica general empezó en la campaña de Tay Nguyen. Ahora ha llegado una nueva oportunidad estratégica y las condiciones permiten un rápido final para nuestra resolución de liberar el Sur. Decidimos concentrar rápidamente nuestras fuerzas, armas y material para liberar Saigón antes de la estación de las lluvias.

El 22 de abril, varios aviones A-37 capturados al enemigo volaron hasta Tan Son Nhut. Valiéndose de su apariencia, atacaron la torre de control y destruyeron numerosos cazas. El humo pudo verse desde Saigón, con la consiguiente sensación de pánico. Mientras, unidades enteras se rendían al paso de los comunistas que avanzaban tomando una ciudad tras otra bajo el lema:

En el mejor momento, con la mayor rapidez, la mayor osadía y la mayor sorpresa, y seguros de la victoria.

A las 00:00 del 29 de abril, la Hora H, Saigón fue atacada por todas las direcciones, excepto desde el mar. Por la zona desmilitarizada penetraron más unidades, lo mismo que desde Laos y desde el centro norte de Camboya. Por la mañana, artillería norvietnamita bombardeó el puente Newport, la última conexión de Saigón con el mundo exterior. Tras horas de intensa lucha, la ciudad quedó completamente aislada. En una plantación de caucho próxima a Dau Giay, aguardaba una unidad de ataque en profundidad formada por una brigada de tanques, un regimiento de infantería y otras unidades. Llevaban los vehículos camuflados con ramas, los brazos con cintas rojas para distinguirse y uniformes impecables para tomar la capital, mientras el general Cao Van Vien firmó la orden de resistir con la frase «defender hasta la muerte, hasta el final, la porción de la tierra que nos queda», poco después desertaba de su puesto y huía del país.

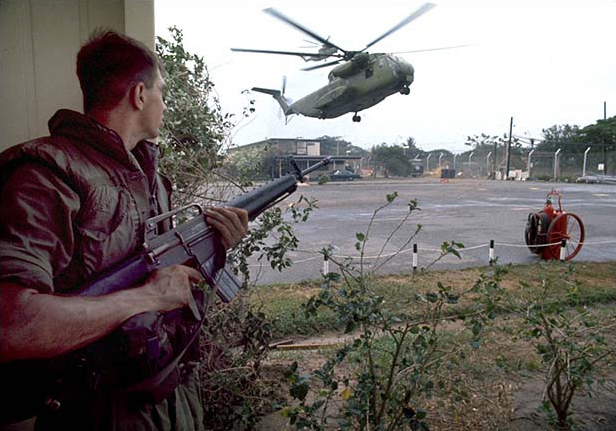
Un infante de marina estadounidense, armado con un M16A1, observa un helicóptero de evacuación.

A las 15:00 del 29 de abril los transportes, los blindados y tanques de la unidad de ataque en profundidad salieron del bosque y llegaron a la capital aplastando toda resistencia. Al día siguiente penetraron en Saigón mientras la gente trataba de huir por cualquier medio. Tomaron el cuartel general del Estado Mayor, el Palacio de la Independencia, el cuartel general de la Zona Capital Especial, el Directorio General de la Policía y el aeródromo de Tan Son Nhut. La rapidez del avance sorprendió a los periodistas cuando recibieron la noticia de que habían penetrado en el palacio presidencial, por lo cual la tripulación de un tanque norvietnamita tuvo la cortesía de repetir el acto poco después para que lo pudiesen fotografiar. Saigón había caído.
Muchas personas trataron de huir en balsas y botes por mar, creando un problemas para las otras naciones que no estaban muy predispuestas a recibirlos. Algunas se suicidaban para evitar posibles represalias de los norvietnamitas, especialmente las que habían abandonado el Norte por cuestiones políticas o religiosas 25 años antes, mientras otras saqueaban todo lo que podían. Según Jonathan Schell (1988), Vietnam del Sur era un país en descomposición, carente de autoridad o incluso conciencia de país.
Estados Unidos inició la Operación Frequent Wind con el fin de sacar a su personal diplomático, sus ciudadanos y colaboradores vietnamitas, como el presidente Ky. Los dos portaaviones situados cerca de Saigón no daban abasto. Algunos helicópteros survietnamitas aterrizaron en dichos barcos sin que nadie los hubiese invitado. Los marinos tuvieron que arrojar al mar varios aparatos para dejar espacio en cubierta. Todo esto fue televisado y fotografiado, «venciendo la prepotencia del ejército más poderoso del mundo».
Los comunistas subieron las escaleras del palacio con sus banderas. Llegaron al despacho del presidente y entraron. Con cierta dignidad Minh dijo:

Les hemos estado esperando para poder transferirles el gobierno.

La respuesta fue:

Usted no tiene nada que transferir. Puede rendirse incondicionalmente.

## ¿Por qué perdieron la guerra los Estados Unidos?

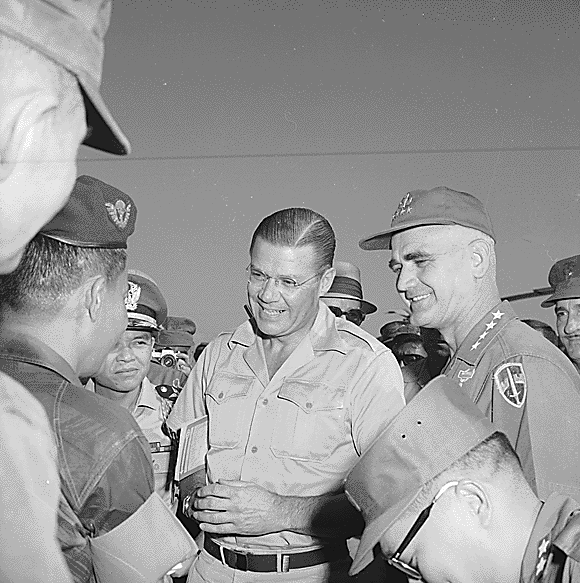
Robert McNamara fue uno de los primeros dirigentes en percibir que la guerra no marchaba por buen camino. Aquí junto a Westmoreland en uno de sus viajes a Vietnam (1965).

La guerra de Vietnam se ha comparado con cualquier otra confrontación donde los Estados Unidos, u otra potencia, no gana con la claridad que se espera de su armamento. Sin embargo, la de Vietnam cuenta con dos diferencias que no se han repetido desde entonces:
- Los estadounidenses y otras fuerzas de la coalición luchaban contra un ejército regular que estaba invadiendo el país, además de contra los guerrilleros del FNLV. El EVN utilizaba principalmente tácticas guerrilleras y el entrenamiento estaba destinado principalmente a crear lo que se puede llamar «fuerzas de irregulares».[182] Pero era un ejército regular en cuanto a reclutamiento, organización, armamento, etc. Además Vietnam del Norte no contaba a principios de 1960 con vecinos enemigos que debiera vigilar, por lo que podía destinar prácticamente todos sus recursos a realizar infiltraciones en el Sur.
- El ejército y el país que lo mandaba contaba con ayuda de una superpotencia, la Unión Soviética, y también de China, ya en competencia por ganar aliados.[183] Entre ambas facilitaron al régimen de Hanói el más moderno armamento y entrenamiento de que disponían.[nota 20] Ciertamente la cantidad no era parecida a la entregada por Estados Unidos a su aliado, pero sí constituía un montante que no puede compararse con el obtenido por otras fuerzas que se han enfrentado a Estados Unidos posteriormente. Esta afirmación no quiere decir que sin la ayuda soviética el Norte no hubiese conseguido la victoria, pero sí la aceleró notablemente.

En cuanto al material existe la idea de una desproporción enorme de un bando respecto al otro. Estados Unidos utilizó en Vietnam los más sofisticados productos electrónicos de que disponía, como detectores de movimiento, bombas lazy dogs cargadas con miles de cuchillas, helicópteros artillados… pero también adolecía de armamento mal diseñado frente a un enemigo equipado con algunas de las mejores armas del mundo. En varias publicaciones se han destacado proezas aéreas como las realizada por el teniente Randall Cunnigham a los mandos de su Phantom; pero lo cierto es que los pilotos vietnamitas derribaron multitud de cazas y bombarderos pilotando MiG-17 y MiG-21, pese a contar con menor mantenimiento y sobre todo menor entrenamiento que sus enemigos. Un vietnamita que no deseaba ser identificado lo describía de la siguiente manera:

Incluso antes de Navidad [de 1973] ya habíamos demostrado lo eficaz de nuestros sistemas antiaéreos. El 17 de octubre derribamos el avión estadounidense número 4000 desde 1964. La víctima era nada menos que un F-111, el cazabombardero supersónico de ala de flecha que entonces era lo último en tecnología de aviación.

Por otra parte, al reconstruir el escenario los historiadores se siguen haciendo la pregunta ¿el presidente Johnson arrastró a Vietnam a la guerra o se vio arrastrado por sus consejeros? El primer punto de vista es defendido por Schell (1988, p. 28), para quien Vietnam del Sur no quería la guerra, sino la reunificación. Fueron los temores estadounidenses quienes le llevaron a continuar un enfrentamiento hasta la derrota total. La otra línea de pensamiento la apoyan autores como el exconsejero presidencial John Kenneth Galbraith, para quien Johnson no deseaba inmiscuirse tanto en Vietnam, pero el peso de sus consejeros para que interviniese fue demasiado grande.
Para Largo Alonso (2002, p. 69) entre otros, los Estados Unidos en general, y su Ejército en particular, tuvieron buena parte de culpa. Pese al extraordinario esfuerzo realizado y a la sensación inicial de triunfo, los Estados Unidos no comprendieron del todo el tipo de guerra y el tipo de pueblo contra quien luchaba. Así aquel atacaba donde su enemigo podía encajar mejor los golpes, en las bajas humanas, mientras se desgastaba un poco más cada vez. Una línea de pensamiento similar la defendió Robert McNamara quien, pese a ser uno de los primeros y más fervientes defensores de la intervención, comenzó a tener dudas en 1966 y a plantearse abiertamente la imposibilidad de ganar ya en 1967. Según él, la iniciativa de los combates la llevaban los comunistas; ellos podían elegir cuantas bajas sufrir y cuantas infligir a sus oponentes, de esta forma:

Mantendrán sus pérdidas a un nivel lo suficientemente bajo como para poder aguantar indefinidamente; pero lo suficientemente alto para tentarnos a aumentar nuestras fuerzas hasta el extremo de que la opinión pública estadounidense rechace la guerra.
Robert McNamara

La CIA mantuvo una opinión similar al postular la imposibilidad de ganar el conflicto por medios únicamente militares.
Esta incomprensión se palpa en las continuas estadísticas e informes cuantitativos solicitados y manejados por los mandos, en varios casos exagerando los resultados, pero sin prestar excesiva atención a los discursos de los dirigentes comunistas, ni ganándose la confianza de los aldeanos, quienes podían proporcionarles buena información. Así, los militares estadounidenses se comportaban como en cualquier guerra convencional, donde lo importante son los datos del potencial enemigo, en lugar de una guerra de guerrillas, donde lo vital es separar a los guerrilleros del apoyo popular. Al abandonar este aspecto, algunos problemas no disminuyeron sino lo contrario:
- La zona desmilitarizada fue un foco de infiltración comunista, pese a los duros combates librados allí, pese a la Línea McNamara con su avanzada tecnología y a las baterías instaladas.
- El Triángulo de Hierro, una zona a 50 km de Saigón repleta de túneles llenos de guerrilleros y soldados del EVN, nunca fue conocida del todo ni desmantelada, constituyendo una daga sobre la capital de Vietnam del Sur, a medio camino entre los refugios seguros en Camboya y las poblaciones sureñas más ricas.

El Ejército de los Estados Unidos defendió su actuación alegando que había luchado bien. Según ellos, fueron otros factores como las restricciones impuestas por los políticos o la creación de una larga cadena logística las que contribuyeron decididamente a la derrota. Por su parte, Harry G. Summers (1995) lo culpa de la derrota, no tanto por combatir bien o mal, sino por no haber suministrado al ejecutivo estadounidense información precisa de cómo ganar la guerra, además de no haber plasmado correctamente la situación vivida. En este caso, Guerrero et al. (1988b, p. 318) hacen ver que muchas veces ni el propio Ejército conocía dicha situación. Pese a las toneladas de documentos incautados al enemigo en las distintas operaciones, a la dispersión de miles de sensores por la selva, al empleo de los muy sofisticados, para la época, ordenadores de tercera generación, el uso masivo de fotografía aérea y por satélite; no se llegó a conocer la situación real. Las distintas agencias de inteligencia, hasta quince a veces, no fueron conscientes de los preparativos para la ofensiva del Tet, ni la magnitud de los complejos de túneles que tanto ayudaron a ella, ni la existencia o no de un cuartel general del EVN en territorio survietnamita. Así se llegaba en muchas ocasiones a situaciones donde los agentes marcaban como blancos importantes lugares que no sabían realmente si lo eran o no; pero que en caso de serlo les haría subir puntos. Naturalmente esos lugares debían ser inspeccionados por la infantería, que se jugaba la vida.
También se ha indicado la diferencia económica entre los combatientes. Para los hombres provenientes de regiones templadas, la jungla les puede resultar un lugar hostil, amiga de sus enemigos y enemiga suya, como creían los británicos en Birmania durante la Segunda Guerra Mundial. Los vietnamitas debían alimentarse de serpientes, ratas, lagartos y, cuando había suerte, arroz; por esta razón, podían sobrevivir de la selva cuando los alimentos faltaban sin que se resintiera su moral y cuando aquellos llegaban, se vivían momentos de euforia y satisfacción. Mientras, veían a los estadounidenses disfrutar de todo tipo de manjares, disponer de abundante dinero y recibir incluso cervezas frías en pleno campo, lo cual aumentaba la distancia con sus aliados y el odio de sus enemigos.
Schell (1988, p. 21) y otros autores indican que lo determinante fue la voluntad o falta de voluntad de Vietnam del Sur para existir como país. Los soldados de Vietnam del Sur estaban muy poco motivados, mientras la moral en el FNLV y el EVN era muy alta, pese a ser confundida en ocasiones por los estadounidenses con fanatismo o ejemplos del desprecio de los líderes comunistas hacia su pueblo. Aunque es cierto que ambos Vietnam eran dictaduras y que fueron muy comunes los casos de atrocidades por parte del EVN y el FNLV, tenían un gran deseo de vencer y una fe de hierro en sus sacrificios. Como ejemplo puede servir un testimonio dado al cruzar la Autopista 9, al final de la Ruta Ho Chi Minh:

Mi piel se está despellejando y estoy extenuada... Llegué cojeando y eran las seis en punto cuando crucé la Autopista 9. La carretera no era ancha, pero tuvimos que aligerar el paso para no llamar la atención de los aviones enemigos. Apareció de repente ante mí, una curva difuminada por el sol de verano y sembrada de guijarros. No obstante parecía lo suficientemente intacta. Así crucé la Autopista 9, una vía cuyo recuerdo se perpetuará en la historia de nuestro heroico pueblo.
Duong Thi Xuan Quy

Otro caso de laboriosidad sin desesperanza lo dieron los habitantes de Vietnam del Norte tras los bombardeos. Un miembro de la comunidad lo relataba de la siguiente manera:

Desde que empezaron los bombardeos de la Operación Rolling Thunder, todo el Norte, excepto Hanoi y Haiphong, habían sufrido ataques aéreos de todo tipo: napalm, fósforo blanco, minas antipersona, explosivo de alto poder, defoliantes. Cada puente, cada encrucijada, cada estación de ferrocarril, cada fábrica habían sido atacados, reconstruidos, camuflados, atacados nuevamente, trasladados y reconstruidos nuevamente.

En el aspecto político, el Norte fue más o menos estable, mientras en Saigón se sucedían los golpes militares y los deseos de terminar la guerra cuanto antes, mientras los atentados y ataques se repetían sin que los sudvietnamitas pareciesen querer arriesgarse. Por supuesto había excepciones entre los soldados y los oficiales, pero constituían una minoría. Para testigos y escritores como Jonathan Schell (1988, p. 33) en este conflicto no es que la voluntad general fuese un factor de gran importancia, es que resultó el factor decisivo. Por tanto, quebrarla debió haber sido el objetivo perseguido por los Estados Unidos y no lo consiguieron.

## Repercusiones del conflicto
Probablemente pocas guerras hayan tenido tantas repercusiones en la Historia contemporánea como la de Vietnam y también pocos han atraído más la atención de novelistas y cineastas.

### El Frente Interno en Estados Unidos

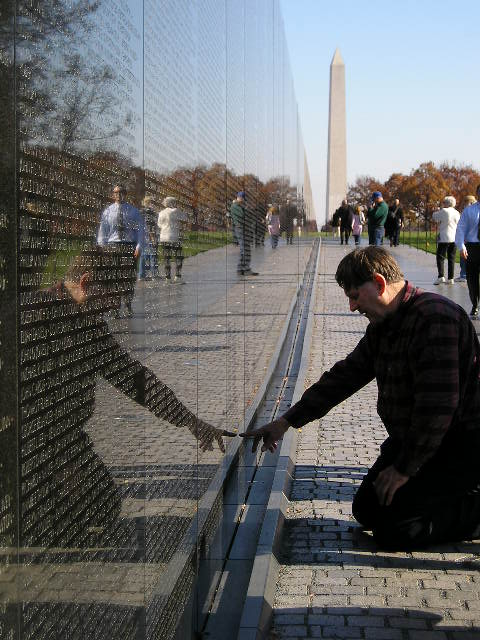
Imagen del Vietnam Memorial en Washington DC, en 2005.

La cobertura realizada por los medios de comunicación fue permanente, estando considerado como el primer conflicto televisado de la historia. Esto permitió la denuncia de las frecuentes violaciones y abusos contra los derechos humanos cometidos por los dos bandos. 
La cobertura del conflicto contribuyó a la creciente oposición por parte de la opinión pública occidental hacia la intervención estadounidense. Por ello, un factor apuntado en varias ocasiones fue la prensa y su influencia negativa en la opinión pública. Hay fuentes que señalan que en 1965 la mayoría de los estadounidenses estaban a favor de la intervención, y no fue hasta 1968 cuando los porcentajes comenzaron a invertirse. La publicación de las matanzas como la de My Lay (1968), la presencia casi constante de la guerra en los informativos nocturnos, la revelación de los bombardeos secretos, las acciones del movimiento pacifista hablando con conocimiento de causa por tener a veteranos en sus filas o las declaraciones de algunos políticos cambiando de actitud (caso del propio McNamara) dieron la imagen de una guerra injusta; siendo la subsiguiente falta de apoyo popular decisiva para la derrota. Por su parte, Summers (1995) indica que el apoyo popular nunca estuvo; él señala que las operaciones en Vietnam comenzaron sin consultar al pueblo estadounidense, pues la autorización del Congreso era solamente para intervenir en los «alrededores de las bases», y cuando se solicitó el apoyo de la opinión pública esta se negó a concederlo, sorprendiendo a unos dirigentes convencidos de pisar la antesala de la Tercera Guerra Mundial.
Los bombardeos masivos y la crueldad de la guerra retransmitida por vez primera con una libertad pocas veces repetida, comenzaron a cambiar la imagen que tenían los estadounidenses de sí mismos. La idea de un país enorme machacando a otro pequeño y la de sus soldados cometiendo matanzas fuera y dentro resultaron demoledoras, dejando aplastado el espíritu del Destino Manifiesto. La oposición a la guerra se extendió dentro y fuera de Estados Unidos entre la juventud, avivando el movimiento hippie que había comenzado antes. Las universidades estadounidenses fueron escenario de manifestaciones contra la implicación de Estados Unidos en esa guerra no declarada e injustificada en opinión de muchos. Hubo encuentros violentos entre los estudiantes y la policía con disparos y muertos. En octubre de 1967, 200 000 manifestantes marcharon frente al Pentágono, exigiendo la paz, siendo uno de los puntos más álgidos del movimiento pacifista. También es cierto que dicha situación coincidió con uno de los momentos de máxima prosperidad económica, lo que confería mucha seguridad a la juventud y posibilidades de cambiar de costumbres. Pero el factor principal de protesta resultó el servicio militar, obligatorio para todos los varones estadounidenses y con él la posibilidad de ser enviado a Vietnam.

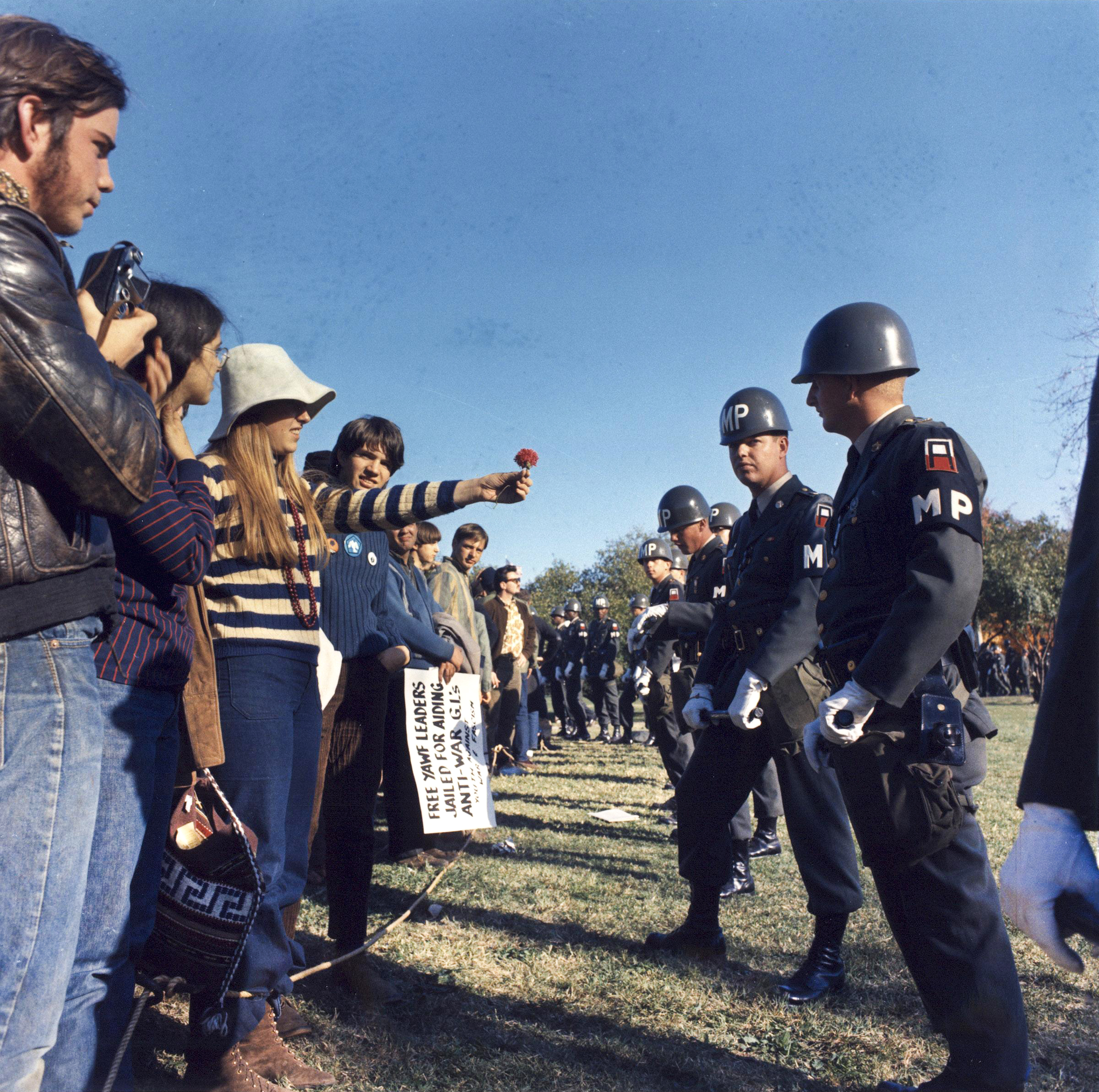
Manifestante ofreciendo una flor a un policía militar durante una protesta anti-Vietnam en Arlington, Virginia, en 1967. National Archive.

En las elecciones de 1968 un presidente dedicado a las reformas sociales como Lyndon Johnson se enfrentó a fuertes desafíos por parte de dos demócratas opuestos a la guerra: los senadores Eugene McCarthy y Robert Kennedy, hermano del asesinado presidente Kennedy y asesinado también al final de la campaña. El 31 de marzo, en vista de una humillante derrota manifestada por las encuestas y de la incesante prolongación del conflicto en Vietnam, Johnson se retiró de la contienda presidencial y ofreció negociar el fin de la guerra. Más tarde, la reelección de Nixon en 1972 provocó un éxodo masivo de ciudadanos descontentos a países como Canadá.

### La posguerra en Estados Unidos
La oposición y la percepción de una derrota militar de los Estados Unidos creó un sentimiento de mala conciencia en el pueblo estadounidense ante una guerra considerada injusta por muchas personas, el llamado síndrome de Vietnam. El síndrome dio paso a un movimiento pacifista y se prolongó hasta los años 1980, durante el mandato de Ronald Reagan, hasta la guerra del Golfo de 1991. La guerra de Vietnam se convirtió en un icono, perdurado en la actualidad, de los grupos sociales y partidos de izquierda en gran parte del mundo. Pero el trauma de Vietnam les duró mucho más a los militares estadounidenses que a la sociedad en general. Las referencias a esta contienda en cualquier guion de cine que requiera ayuda del Pentágono son discutidas hasta la saciedad, incluso con amenaza de romper la colaboración si no se atiende a sus demandas.
Vietnam también provocó un trauma a los miembros de la administración Nixon que buscaron enemigos comunistas por el mundo para luchar contra ellos tras la derrota en Vietnam. Sin embargo, los políticos estadounidenses tuvieron mucho cuidado después en no hacer combatir a sus asesores en ninguna parte del mundo y, cuando estas acciones se llevaron a cabo, los distintos gobiernos reaccionaron con cierta rapidez.Una estrategia aplicada por Estados Unidos desde entonces fue apoyar con armamento y dinero a dirigentes poco cualificados (como Holden Roberto) y cuando dichos dirigentes fallaron recurrieron a mercenarios, alegando razones estratégicas inexistentes. Esto, producto de bronca que tenían por la derrota sufrida en Vietnam. Dicha derrota fue la principal causa esgrimida por políticos como Charlie Wilson para financiar a los muyahidines afganos en su guerra contra los soviéticos en los 80's, aunque dicho apoyo se volvería contra ellos cuando uno de sus «protegidos», Osama Bin Laden, organizó los Atentados del 11 S y varios cabecillas más se manifestaron a favor.

### La posguerra para Vietnam
La derrota de Saigón y sus Aliados fue proclamada como fiesta nacional vietnamita bajo el nombre Día de la Paz, pero no trajo la paz al sureste asiático. Pocos años después la nación invadía Camboya y los hombres de las balsas (refugiados) siguieron aumentando sin que ningún país quisiera hacerse cargo de ellos. Aunque la invasión de su vecino trajo la liberación de los camboyanos del régimen quizá más sanguinario del Planeta, no logró la paz. Las luchas contra lo que quedaba de los Jemeres Rojos se prolongaron durante más de una década, con continuos anuncios de retirada que se aplazaban o no se cumplían, hasta que en los años 90 se celebraron elecciones en aquel país (ver Historia de Camboya).
Las enormes infraestructuras de túneles excavados por todo Vietnam ahora forman parte de las atracciones que visitan los turistas. Se pueden ver las entradas camufladas, recorrer sus galerías, sentarse en las salas de reuniones e incluso disparar los AK-47.

#### Bombardeos estadounidenses sobre Indochina

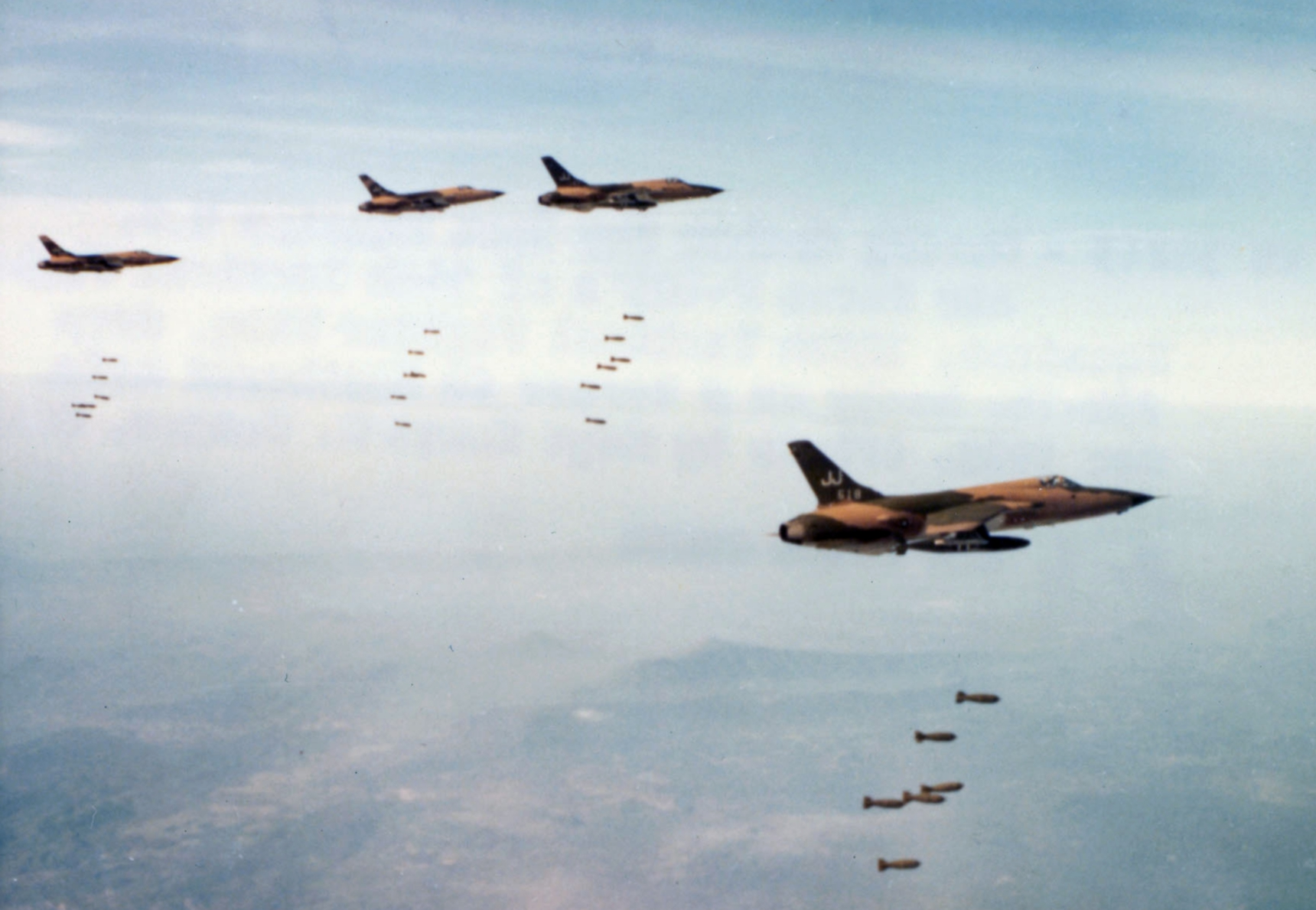
Cazabombarderos estadounidenses F-105D Thunderchief bombardeando Vietnam durante la operación Rolling Thunder

Estados Unidos lanzó más de siete millones de toneladas de bombas sobre Indochina durante la guerra, más del triple de las 2,1 millones de toneladas lanzadas por Estados Unidos en Europa y Asia durante toda la Segunda Guerra Mundial y más de diez veces de las lanzadas en la guerra de Corea. Unas 500.000 toneladas se lanzaron sobre Camboya, un millón sobre Vietnam del Norte y cuatro millones sobre Vietnam del Sur. En términos per cápita, las 2 millones de toneladas de bombas que Estados Unidos lanzó sobre Laos convirtió al país asiático en la nación más bombardeada de la historia de la humanidad. El New York Times señaló que se lanzó casi una tonelada de bombas por cada habitante de Laos. Solo en ese país, unos 80 millones de bombas (casi 1 de cada 3 lanzadas) no explotaron y aún permanecen en su mayoría dispersas por todo el país. Esto ha provocado que vastas extensiones agrícolas no puedan cultivarse y más de 20 000 laosianos han muerto o resultado heridos desde el fin del conflicto, una cifra que aumenta en unas 50 personas cada año. Debido a que la Fuerza Aérea debía realizar muchas misiones con el fin de asegurarse financiación adicional durante la elaboración de sus presupuestos anuales, en muchas ocasiones el gran tonelaje de bombas gastado no se correspondían con el daño que provocaban.
El antiguo Vietnam del Norte perdió el 70% de su infraestructura industrial y de transportes, además de 3.000 escuelas, 15 centros universitarios y 10 hospitales. Asimismo, la Guerra causó muchos daños a la agricultura y los campesinos, especialmente a los niños, debido a miles de municiones, explosivos y minas sin estallar ni retirar de bosques y arrozales. Estos efectos provocaron la baja de producción en las explotaciones agrícolas y el aumento de la población urbana que huía del campo, convertido en campo de batalla. Se han contabilizado 10 500 000 refugiados generando unas pérdidas estimadas en 200 000 millones de dólares.

#### Efectos de la guerra química sobre Vietnam

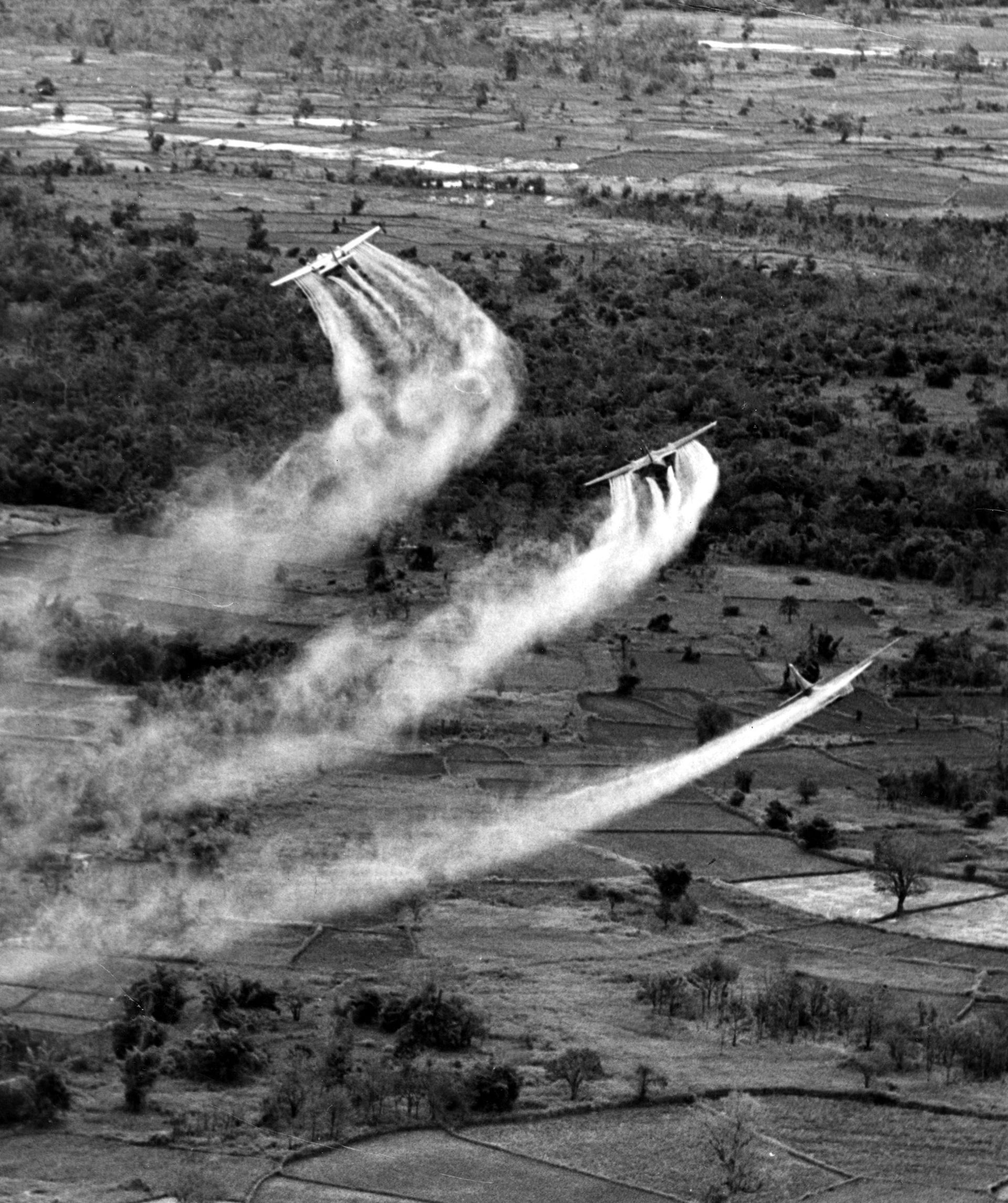
Aviones Fairchild UC-123B Provider lanzando agente naranja en Vietnam durante la operación Ranch Hand

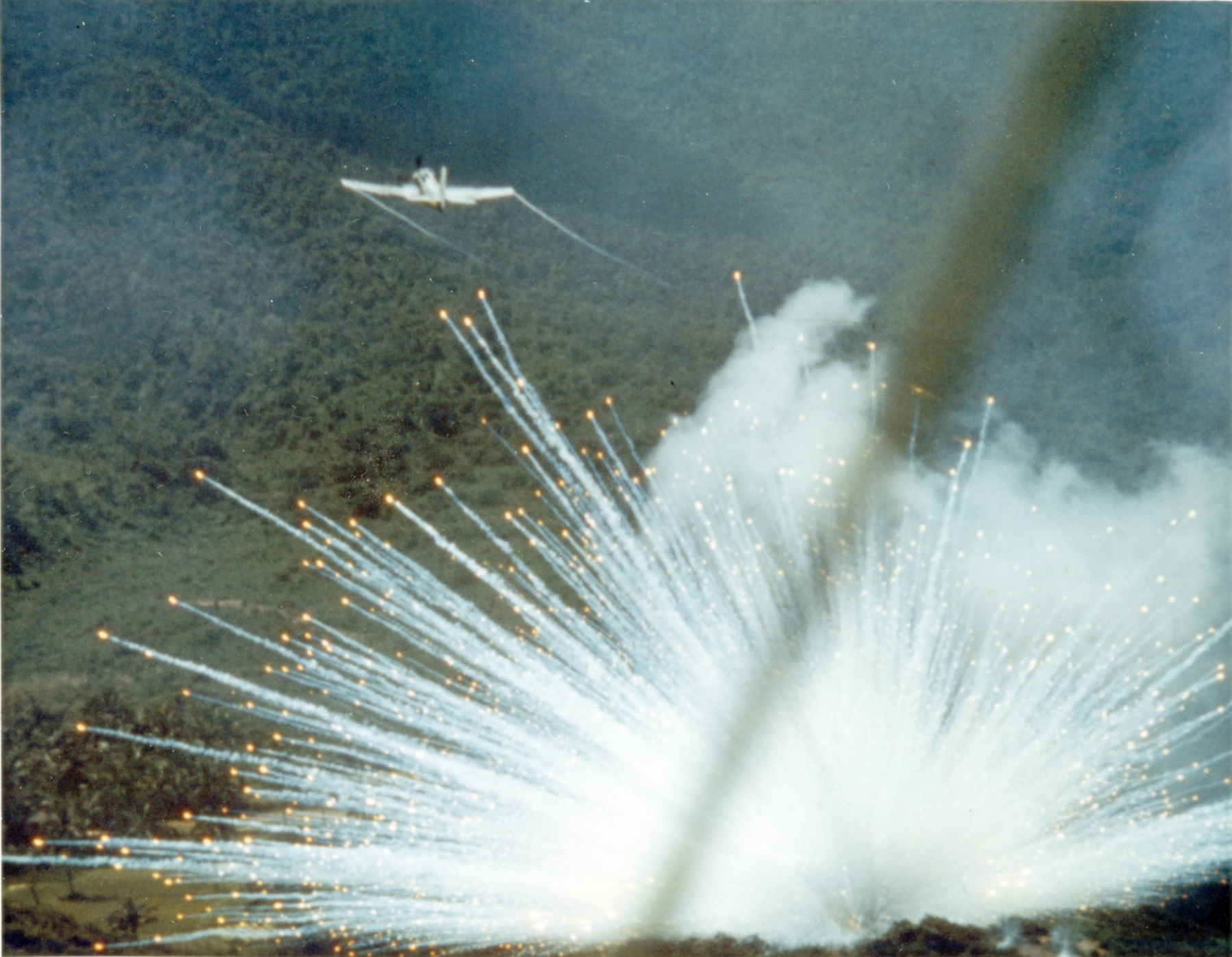
Un avión Douglas A-1 Skyraider bombardeando posiciones del Viet Cong con fósforo blanco en Vietnam del Sur en 1966.

Por su parte, el medio ambiente vietnamita quedó profundamente dañado por la utilización del agente naranja y otras armas químicas que defoliaron grandes extensiones de selva, con pocas posibilidades de recuperarse por la invasión del bambú y otras plantas. Pero peor aún fueron los efectos para la población en contacto con esas sustancias, aparentemente inocuas para los humanos, con miles de abortos prematuros, nacimientos con malformaciones, y esterilidad, especialmente dolorosa para las mujeres de medios rurales. A esto debe añadirse todos los hijos ilegítimos de rasgos caucásicos y africanos dejados en la pobreza y marginación.
Uno de los aspectos más controvertidos del esfuerzo militar de Estados Unidos en el sudeste asiático fue el empleo generalizado de productos químicos defoliantes entre 1961 y 1971. Utilizados para defoliar grandes extensiones de campo y así evitar que el Viet Cong fuera capaz de ocultar sus armas y campamentos bajo el follaje, estos productos químicos acabarían cambiando el paisaje, causando enfermedades, defectos en bebés de padres expuestos y el envenenamiento de la cadena alimentaria.
Ya en los comienzos del esfuerzo bélico estadounidense en Indochina, se decidió su uso, dado que el enemigo ocultaba sus operaciones bajo las selvas de triple cúpula arbórea, y un primer paso útil sería defoliar ciertas áreas de estas características. Esto fue llevado a la práctica en la conocida como operación Ranch Hand. Empresas como Dow Chemical y Monsanto fabricaron los herbicidas necesarios. Funcionarios estadounidenses señalaron que los británicos ya habían utilizado previamente los químicos 2,4,5-T y el ácido 2,4-diclorofenoxiacético de una forma prácticamente idéntica y a gran escala durante la «Emergencia Malaya» de los años 50, con el fin de destruir los bosques y cultivos que los insurgentes comunistas utilizaban para ocultarse y preparar emboscadas contra convoyes. Incluso el secretario de Estado, Dean Rusk, había dicho al presidente John F. Kennedy que «el uso de defoliantes no viola ninguna norma del derecho internacional relativo a la conducción de la guerra química, y es una táctica de guerra aceptada con un precedente establecido por los británicos durante la situación de emergencia en Malasia, donde utilizaron aviones para la destrucción de cultivos por aspersión de químicos».
Los defoliantes, que se distribuían en bidones pintados con bandas codificadas por colores, incluían los llamados «herbicidas arco iris», entre los que se encontraban el Agente Rosa, el Agente Verde, el Agente Púrpura, el Agente Azul, el Agente Blanco y el más famoso y utilizado de ellos, el agente naranja, que contenía dioxina como subproducto de su proceso de fabricación. Entre 41,6 y 45,4 millones de litros de agente naranja se rociaron sobre Vietnam del Sur entre 1961 y 1971. El principal área de operaciones de Ranch Hand fue el delta del río Mekong, donde las patrulleras de la Armada de los Estados Unidos eran vulnerables a los ataques lanzados desde la maleza a orillas del agua. 
En 1961 y 1962, la administración Kennedy autorizó el uso de productos químicos para la destrucción de los cultivos de arroz. Entre 1961 y 1967, Estados Unidos roció 75,7 millones de litros de herbicidas sobre una superficie de 24 000 km² de cultivos y bosques, el 13 % del territorio de Vietnam del Sur. En 1965, el 42 % de los herbicidas se habían pulverizado sobre cultivos para alimentación. Otro objetivo en la utilización de químicos consistía en forzar a la población civil a desplazarse a zonas controladas por los sudvietnamitas.
Según el gobierno de Vietnam, 400 000 personas murieron por el uso de agente naranja y 500 000 niños nacieron con enfermedades congénitas; en 2006, también el gobierno vietnamita estimó que unas cuatro millones de víctimas sufrían envenenamiento por dioxina, a lo que el gobierno federal de los Estados Unidos contestó negando que existieran evidencias científicas concluyentes entre el agente naranja y las víctimas vietnamitas envenenadas con dioxina. Al respecto, en algunas zonas del sur de Vietnam a principios del siglo XXI, los niveles de dioxina eran 100 veces mayores que el estándar internacional aceptado. El Departamento de Asuntos de los Veteranos de Estados Unidos ha enumerado numerosas enfermedades que sufren los niños de los veteranos que estuvieron expuestos al agente naranja, como cáncer de próstata y respiratorios, mieloma múltiple, diabetes mellitus tipo 2, linfoma o neuropatía periférica, entre otras.

### Para el resto del mundo

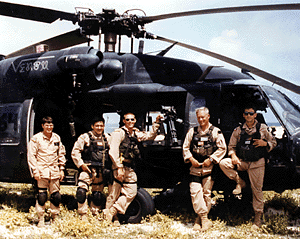
Helicópteros como el Black Hawk con sus hélices cuatripala y blindaje, o la implantación definitiva de los chalecos antibala y antimetralla se deben en parte a las experiencias obtenidas en la guerra de Vietnam.

Pese a ser uno de los conflictos más documentados por no aplicarse la censura militar, en países como España se produjo un olvido interesado durante los años 1980, siendo muy escasa la producción histórica. En ocasiones se tiene la sensación, comenta Largo Alonso (2002, p. 5), de encontrarse ante un conflicto muy difícil de analizar, por la enorme cantidad de material existente (traducciones, reportajes, crónicas). Frente a este fenómeno aparece en contraposición lo poco tratado que ha sido el punto de vista vietnamita para Occidente, creándose así, según Tad Szulc, una visión mitificada ante la falta de análisis de mayor profundidad.
Otra nefasta consecuencia fue la falta de atención prestada por Occidente al genocidio camboyano por ser un pueblo subdesarrollado que había logrado derrotar también a un aliado de Estados Unidos. Por otro lado, y por ese motivo, en la mentalidad izquierdista/revolucionaria, no podía ser malo. Las informaciones aportadas por organizaciones como Amnistía Internacional se calificaban de falsas o manipuladas por los servicios de inteligencia estadounidenses.
La impresión de que un pueblo pobre, pero muy motivado podía derrotar a la mayor potencia mundial empleando la guerra de guerrillas caló muy hondo en la mayoría de los países. Hasta el punto de considerarse el medio definitivo de lucha de los militarmente débiles contra los militarmente fuertes, debieron llegar movimientos como el de los Sin Tierra latinoamericanos para desvincularse de dicha lucha. Esta supuesta invencibilidad de las guerrillas ha quedado también como un mito, pero la Historia posterior ha desmentido este supuesto:
- En Centroamérica, la experiencia obtenida en la guerra de Vietnam sirvió a los Estados Unidos para formar durante la Crisis centroamericana de la década de los ochenta a las fuerzas de Guatemala, El Salvador, Honduras, etc. contribuyendo a vencer los procesos revolucionarios comunistas en Centroamérica que preocupaban a Estados Unidos.[229] En Centroamérica solo Nicaragua implantó su revolución.[230]
- Dentro del continente africano varios países adoptaron un régimen comunista como Somalia (1969), Etiopía (1977), Benín (1975) o Angola (1975).[231]En el Sahara Occidental el muro marroquí se inspira en la línea McNamara de sensores de movimiento, detectores de personal y baterías finalmente logró contener al Polisario.[232]
- En Europa, ni el ELA en Grecia ni el Dev Sol en Turquía lograron imponerse.[230]
- En Asia y Oceanía, ningún movimiento marxista alcanzó el éxito de los vietnamitas y Jemeres Rojos.[233]

En cuanto estrategia, la utilización masiva del helicóptero en una guerra asimétrica se demostró correcta, pese a la derrota final. Tanto es así que se han empleado masivamente durante las Invasiones de Irak y Afganistán se han demostrado como el mejor método para combatir a un enemigo disperso y extremadamente móvil. Así, la mayoría de los ejércitos de principios del siglo XXI tendieron a reforzar y diversificar sus flotas de helicópteros frente a los llamativos, pero menos eficaces, cazas y bombarderos.

### Influencia en el cine
Aunque inicialmente la guerra de Vietnam no llamó excesivamente la atención de la industria cinematográfica, desde finales de la década de 1970 y principios de la década de 1980, la producción de películas sobre el tema floreció con títulos muy destacados como Apocalypse Now o Platoon. Esta atención de Hollywood contrasta con el escaso interés mostrado por el cine francés hacia su derrota.
Al contrario que los historiadores e incluso la propia sociedad estadounidense, el cine sí supo asimilar el fracaso, en opinión de Marc Leppson. De esta manera se pasó de la patriótica y poco creíble Los boinas verdes, donde se muestra a unos entregados miembros de las Fuerzas Especiales de Estados Unidos en su lucha contra los malvados comunistas, soslayando las terribles torturas que el libro original relataba, a una más crítica Apocalypse Now, que prefirió alcanzar presupuestos astronómicos antes que rendirse a la censura del Pentágono a cambio de sus helicópteros. Otro éxito fue la cinta El Cazador o The Deer Hunter de Michael Cimino con Robert De Niro, Christopher Walken, John Savage y Meryl Streep, de 1978, reflejó la influencia de la guerra en unos trabajadores del metal en Pittsburgh. Obtuvo cinco premios Oscar.
Por su parte, Oliver Stone, quien participó como soldado en Vietnam, realizó entre 1986 y 1993 tres obras sobre estos sucesos: Platoon, Nacido el 4 de julio y Cielo y Tierra. Platoon recibió cuatro premios Óscar y dejó algo descolocados a los veteranos estadounidenses porque no los retrataba como héroes, pues aparece el fragging, las violaciones a niñas, los asesinatos, el incendio de aldeas; pero también los muestra en situaciones muy duras, aceptadas por su condición de pobres, junto a héroes, como el sargento Elias Grodin interpretado por Willem Dafoe. Nacido el 4 de julio solo obtuvo dos premios Oscar, uno al mejor director, pero arrasó en los Globo de Oro. En El cielo y la tierra, basada en los libros de Le Ly Hayslip, intentó acercarse a la visión vietnamita del conflicto. En el llamado a veces «año de las películas de Vietnam»  cabe destacar títulos clásicos como Full Metal Jacket (conocida en España como La chaqueta metálica y en Latinoamérica como Cara de guerra o Nacido para matar) de Stanley Kubrick y Hamburger Hill (La colina de la Hamburguesa), de John Irvin.
Ciertamente los distintos estudios han creado cintas de todo tipo. De esta forma quizá la visión cinematográfica más ficticia de este conflicto sea la dada por Rambo; un héroe que, en palabras de Marc Leppson, se parece tanto a un veterano de Vietnam como Superman a un policía. Aunque en su favor, incluye escenas donde muestra el maltrato por parte la policía para con personaje principal, y luego la escena final, donde el personaje expresa las varias dificultades que viven los veteranos en la posguerra; cuestiones muy ciertas. No obstante otras cintas ofrecen análisis más próximos a la realidad, como el mostrado por Francis Ford Coppola en Gardens of Stone (Jardines de piedra), donde los maduros veteranos le dicen al impulsivo muchacho que aquella guerra no la pueden ganar y él les responde que olvidan su potencia de fuego portada por sus helicópteros contra los arcos y flechas vietnamitas, metáfora sobre una de las causas de la derrota, el pensar que se puede vencer a un pueblo subdesarrollado solo a base de bombas.
En los 90's y luego el siglo XXI, la mala conciencia estadounidenses quedó limpia, según Largo Alonso (2002, p. 43), estrenándose obras como Forrest Gump (1994) o Across the Universe (2007) dirigida por Julie Taymor y situada en Nueva York durante los movimientos antibélicos principalmente formados por jóvenes, al ver amigos y familiares ir contra su voluntad a Vietnam.
Una ausencia en muchos de estos largometrajes es la postura vietnamita, con alguna excepción como Vietnam Vietnam, mostrando la participación australiana y las acciones del FNLV en los poblados. Fue en 2002 cuando se estrenó We Were Soldiers (Cuando éramos soldados en España, Fuimos héroes en Latinoamérica) adentrándose un poco más en la vida en los túneles vivida por los soldados del Norte, al estar basada en la reunión mantenida por Moore y Galloway (2003) con sus antiguos adversarios vietnamitas. El film se centra sobre la Batalla de Ia Drang, en la cual la 1.ª División de Caballería del Ejército (1st Cav, por sus siglas en inglés) emplea sus helicópteros para transportar un batallón al centro del combate. Se retrata muy bien las estrategias de ambos bandos; por un lado, los estadounidenses con gran movilidad gracias a sus helicópteros y la artillería aérea y terrestre, así como la introducción del fusil M-16. Del lado de los norvietnamitas, se observa, por ejemplo, su capacidad para protegerse usando los tuneles subterráneos, los elaborados camuflajes para ocultar la silueta del combatiente, entre otros detalles.